# Шуша
Шуша́ (азерб. Şuşa) — город в Азербайджане, административный центр Шушинского района, культурная столица Азербайджана (с 2021 года). 
Расположен в предгорьях Карабахского хребта, на высоте 1368 м над уровнем моря, на автодороге Ханкенди — Горис, в 11 км к югу от Ханкенди.
Шуша является заповедником. Город представляет собой центр туризма, горно-климатический и бальнеологический курорт.
Он был основан в 1752 году как крепость для защиты Карабахского ханства и изначально называлась Панахабад. После преобразования в ноябре 1822 года Карабахского ханства в провинцию Шуша стала центром провинции и резиденцией военно-окружного начальника мусульманских провинций — генерал-лейтенанта князя В. Г. Мадатова. С 1840 года Шуша — уездный город Каспийской области Российской империи, с 14 декабря 1846 года — вновь образованной Шемахинской, а с 1859 года — Бакинской губернии. В декабре 1867 года вошёл в состав Елизаветпольской губернии.
В XIX веке в Шуше жило много богатых людей, как армян, так и азербайджанцев. Тут были и мечети, и церкви, караван-сараи и дома-музеи просветителей, поэтов, музыкантов. Первый театр в Шуше построил в 1896 году армянин Мкртич Хандамиров (Хандамирян). Для азербайджанцев же Шуша — это, в первую очередь, родина ханенде — исполнителей мугама, вокального направления азербайджанской национальной музыки. Многие известные исполнители мугама происходят из Шуши (подробнее см. статью «Культура Шуши»).
С 1923 по 1991 год входил в состав Нагорно-Карабахской автономной области Азербайджанской ССР. С 1992 по 2020 год город контролировался непризнанной Нагорно-Карабахской Республикой (НКР) и назывался там Шуши́ (арм. Շուշի), а всё азербайджанское население было вынуждено покинуть Шушу во время войны. Азербайджан восстановил контроль над городом 8 ноября 2020 года в результате Второй карабахской войны, что было закреплено 10 ноября трёхсторонним заявлением Азербайджана, Армении и России, а армянское население города нашло убежище в других поселениях Нагорного Карабаха и Армении. После войны в Шушу стало возвращаться азербайджанское население.
В 2024 году город Шуша был объявлен одновременно как культурной столицей исламского мира, так и культурной столицей тюркского мира.
Город объявлен туристической столицей Организации экономического сотрудничества на 2026 год.

## Происхождение названия
Согласно данным «Кавказского календаря» на 1846 год город Шуша изначально носил название Панах-Абат (другая форма — Панахабад), а своё нынешнее название принял от близлежащей армянской деревни Шуши. В ряде других источников название соседнего селения, от которого, как утверждается, получил своё название город, упоминается как Шушикент, Шош или Шушакенди.
«Краткий оксфордский словарь мировых топонимов» отмечает, что название города Шуша означает «стекло» и происходит от вызова, брошенного персидским шахом Ага Мухаммадом Каджаром, который, когда его армия приближалась к городу, в письме написал Ибрагим Халил-хану: «Камни как град сыплются с неба, Безумец! Ведь от них стекло не спасёт».

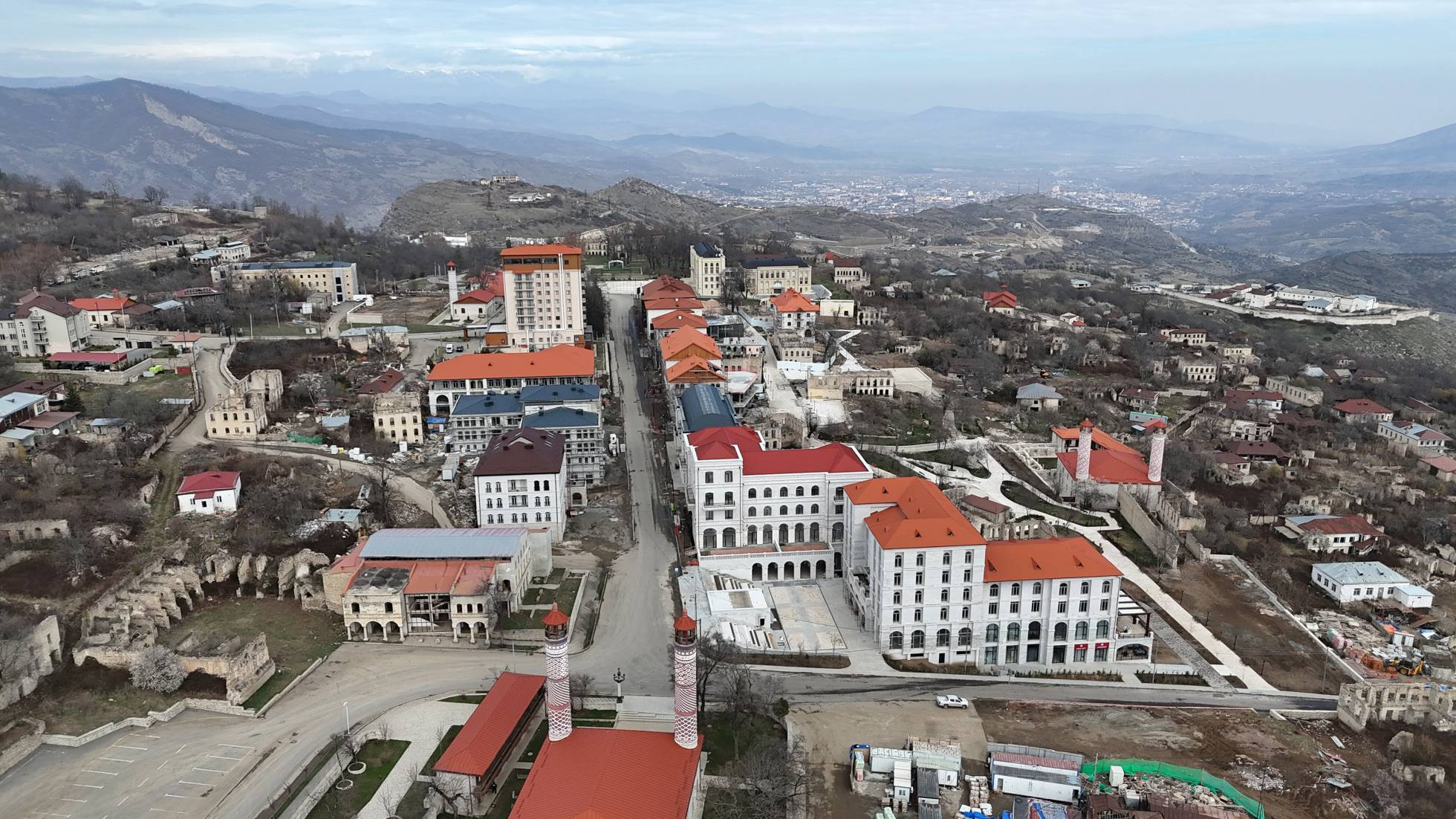
Шуша Март 2025

Согласно азербайджанскому преданию, создатель и первый правитель Карабахского ханства Панах-хан, приехав в гости к правителю Барды, был приглашён им на охоту в ближайшие горы и леса. Очарованный местной природой, хан якобы сказал себе: «Что за прекрасное место, какой здесь чистый и прозрачный воздух, как будто из стекла (азерб. şüşə). Здесь можно основать прекрасный город». Так и случилось — по распоряжению Панах-хана в этом месте был основан город под названием Шуша. В 1834 году версию происхождения названия города от слова шуша («стекло») привёл в своих записках российский писатель и военный историк Платон Зубов, который имел возможность общаться с современниками основания Шуши. При этом, впервые слово Шушу, для обозначения населённого пункта, расположенного в непосредственной близости от Шушинской крепости, встречается задолго до прихода в армянское меликство Варанды, тюркского хана Панаха, в армянских письменных источниках 1428 года.

## Климат
Город расположен в зоне мягкого умеренного климата. Среднегодовая температура +8,8 °C; средняя температура января — +2,9 °C, апреля — +7,4 °C, июля — +18,9 °C, ноября — +4,7 °C. Количество осадков — 639 мм.

## Современный период
Планируется строительство канатной дороги из Ханкенди в Шушу. Протяжённость дороги составит 6 км. Высота в Шуше — 1317 метров, в Ханкенди — 844 метра. Предполагаемая продолжительность поездки — до 13 минут, скорость — 8 метров в секунду.

## Население
| Год  | Армяне | %    | Азербайджанцы | %    | Русские | %   | Всего |
| ---- | ------ | ---- | ------------- | ---- | ------- | --- | ----- |
| 1836 | 762 с. |      | 936 с.        |      |         |     |       |
| 1847 | 770 с. |      | 940 с.        |      |         |     | 10200 |
| 1874 | 14000  | 46,7 | 16000         | 53,3 |         |     | 30000 |
| 1886 | 15188  | 56,7 | 11595         | 43,3 | 21      | 0,1 | 26806 |
| 1886 | 18690  | 60,4 | 11940         | 38,6 | 315     | 1   | 30945 |
| 1897 | 14420  | 55,7 | 10778         | 41,6 | 359     | 1,4 | 25881 |
| 1904 |        | 56,5 |               | 43,2 |         |     | 25656 |
| 1926 | 93     | 1,8  | 4900          | 96,0 | 9       | 0,2 | 5104  |
| 1939 | 1476   | 27,2 | 3701          | 68,2 | 187     | 3,4 | 5424  |
| 1959 | 1428   | 23,3 | 4453          | 72,8 | 182     | 3,0 | 6117  |
| 1970 | 1540   | 17,7 | 6974          | 80,2 | 138     | 1,6 | 8693  |
| 1979 | 1409   | 13,1 | 9216          | 85,5 | 105     | 1,0 | 10784 |
| 1989 |        |      |               |      |         |     | 15039 |
| 2005 | 3174   | 99,5 | —             | —    | 6       | 0,2 | 3191  |
| 2015 |        |      |               |      |         |     | 4064  |

### XIX век
Согласно переписи Российской империи 1822 года в Шуше проживало 765 мусульманских и 326 армянских семейств. Это были члены ханского семейства, духовенства, чиновники и подчинённые различных чиновников. Они не платили налогов, и исполняли разные службы для хана, мюлькдаров или тиюльдаров. Некоторые из них платили налоги в селе или кочевье, откуда были родом. Общее население Шуши и её окрестностей в 1822 году насчитывало 1462 семейства. Мусульмане насчитывали 927 семейств (63,41 %), армяне — 525 семейств (36.59 %). Мусульмане населяли квартал Тебризи, армяне — кварталы Казанчы и Айлисли. После войны 26 мусульманских семейств бежало к Каджарам.
В 1824 году в Шуше ¾ населения составляли азербайджанцы, остальное — армяне.
В 1834 году в городе было 2000 домов, 1300 из них принадлежали мусульманам, 700 армянам.
В «Обозрении российских владений за Кавказом» от 1836 года указывалось, что население Шушинской крепости состоит из 936 азербайджанских семейств и 762 армянских.
По данным Справочного энциклопедического словаря 1847 года, в Шуше насчитывалось около 10 200 жителей, состоящих из 940 азербайджанских семейств и 770 армянских.
Согласно «Кавказскому календарю», в Шуше в 1874 году жило 30 000 человек, из которых 16 000 азербайджанцев и 14 000 армян.
По данным Закавказского статистического комитета, извлечённых из посемейных списков на 1886 год, в Шуше проживало 26 806 человек, из которых 56,66 % составляли армяне, 43,26 % — азербайджанцы. Для того же времени в Шушинском уезде (без города) проживало 99 463 человека (58,2 % — армяне и 41,52 % — азербайджанцы). При этом в I участке Шушинского уезда, который непосредственно окружал город, из 33 722 жителей армяне составляли 79 % (26 622 чел.), азербайджанцы — 20 % (6822 чел.) населения. Данные списки составлялись с целью привлечения к воинской службе местного населения. По этой причине данные из них, в особенности в городах, где жило много приезжих, видимо, оказались не соответствующими действительности. Другой причиной, влияющей на уменьшение реальных цифр численности населения в городах, являлся учёт населения по прописке, а не фактическому проживанию.
Согласно сборнику материалов для описания местностей и племен Кавказа (выпуск 11, 1891 год), население города в том же 1886 году составляло 30 945 чел., из которых армяне — 18 690 чел., азербайджанцы — 11 940 чел., русские — 315 чел.
Согласно Первой Всеобщей переписи населения Российской империи 1897 года в городе проживало 25 881 человек: 14 420 армян, 10 778 азербайджанцев, 359 русских, а также представителей других народов: поляки, молдаване, немцы, румыны и другие. В Шушинском уезде (без города) проживало 73 953 армянина и 62 868 азербайджанцев. Религиозный состав города был следующим: армяне-григориане и армяне-католики — 14 356, мусульмане — 10 809, православные — 470, римско-католики — 138, протестанты — 75, старообрядцы и нерелигиозные — 28, иудеи — 2.

### Начало XX века
В выпуске ЭСБЕ от 1904 года приведены следующие данные: жителей города 25 656 человек (13 282 мужчины и 12 374 женщины), из которых 56,5 % — армяне и 43,2 % — азербайджанцы.
По данным Кавказского календаря на 1910 год, в Шуше в 1908 году проживало около 37 600 человек, преимущественно армяне и азербайджанцы.
По сведениям полиции за 1908 год в Шуше насчитывалось 37 531 человек, в числе которых 20 181 армянин, 16 664 азербайджанца, 492 русских, 124 поляка, 48 грузин, 22 немца.
В статистической ведомости, приложенной к Обзору Елизаветпольской губернии за 1913 год, численность населения Шуши составляла 42 747 человек (39 495 коренных жителей и 3252 временно проживающих). Этнорелигиозный состав населения, согласно этой ведомости, выглядел следующим образом: 22 153 армянина-григорианина (20 868 коренных и 1285 временно проживающих), 6 коренных православных армян; в числе разных азиатских национальностей 18 685 мусульман-шиитов (18 213 коренных и 472 временно проживающих) и 70 временно проживающих суннитов, а также 45 мусульман из числа кавказских горцев; среди временно проживающих также числятся 1254 православных русских, 53 православных картвела, 28 европейцев и 10 евреев.
Согласно российским статистическим данным 1916 года, в Шуше проживало 43 869 человек, из них 23 396 составляли армяне (53 %) и 19 121 — азербайджанцы (44 %).
Подавляющее большинство армян Шуши были убиты или покинули город в результате Шушинской резни в конце марта 1920 года. Жертвами массовых убийств стали до нескольких тысяч человек. После пожара и погромов марта 1920 года в Шуше осталось 9200 чел., из них армян — 289 чел.

### Период Азербайджанской ССР
После уничтожения армянского квартала, в период Азербайджанской ССР из пяти районов НКАО азербайджанцы составляли большинство в самом маленьком по площади Шушинском районе. По состоянию на 1932 год в Шуше проживало 5597 человек. По переписи 1939 года население Шушинского района составляло 10 818 человек, из которых 6 306 азербайджанцев (58,3 %), 4 177 армян  (38,6 %). Причём большая часть азербайджанцев жила в городе, население которого составляло 5 424 человека. В сельской части района армяне всё ещё составляли большинство. 
В 1989 году, согласно последней советской переписи, в Шушинском районе проживало 23 156 человек, из которых 21 234 (91,7 %) были азербайджанцами и 1620 (7 %) армянами. В самом городе проживало 17 000 человек, из которых 98 % были азербайджанцами.

### 1992—2020
В ходе Первой карабахской войны (1992—1994) город покинуло всё азербайджанское население и в него вернулось армянское население.
Население в 2000-е годы. Цифры по населению указаны в тыс. чел.:
|      | 2003 г. | 2004 г. | 2005 г. | 2006 г. | 2007 г. | 2008 г. | 2009 г. |
| Шуша | 3,1     | 3,1     | 3,3     | 3,3     | 3,4     | 3,6     | 3,9     |

По данным переписи населения непризнанной НКР в 2005 году в Шуше проживал 3191 человек, в основном армянские беженцы из Азербайджана. По данным же переписи населения непризнанной республики 2015 года в городе проживало 4064 человека.

### С 2020
В ходе Второй карабахской войны (2020) город покинуло всё армянское население и начался возврат азербайджанского.
27 июля 2023 года министр иностранных дел Армении Арарат Мирзоян, комментируя позицию армянской стороны относительно необходимости решения вопросов прав и безопасности народа Нагорного Карабаха в контексте достижения долгосрочного мира в регионе, отметил, что 7 пункт трёхстороннего соглашения 2020 года предусматривает возвращение всех беженцев на территорию Нагорного Карабаха, включая Шушу. Согласно позиции армянской стороны, данное право Азербайджаном реализовано не было.
На май 2025 года в город возвратились 376 семей (1 409 человек).

## Экономика
Экономика города сильно пострадала в ходе Карабахской войны.
В 2009 году Всеармянский фонд «Айастан» посвятил свой ежегодный благотворительный телемарафон городу Шуша, в ходе которого было собрано почти 16 млн долларов США на восстановление социальной и экономической инфраструктуры города.
В соответствии с Указом Президента Азербайджанской Республики от 7 июля 2021 года № 1386 «О новом разделе экономических районов Азербайджанской Республики» Шуша отнесена к Карабахскому Экономическому Району.

## Строительные работы после войны

### Восстановление объектов культуры
Ведутся работы по строительству и восстановлению инфраструктуры. Производится восстановление крепости, караван-сарая Мирсиаба, мавзолея Вагифа и других памятников истории и культуры.

Восстановлен и сдан в эксплуатацию высохший родник Хан кызы. 10 мая 2023 года состоялось открытие восстановленного творческого центра.

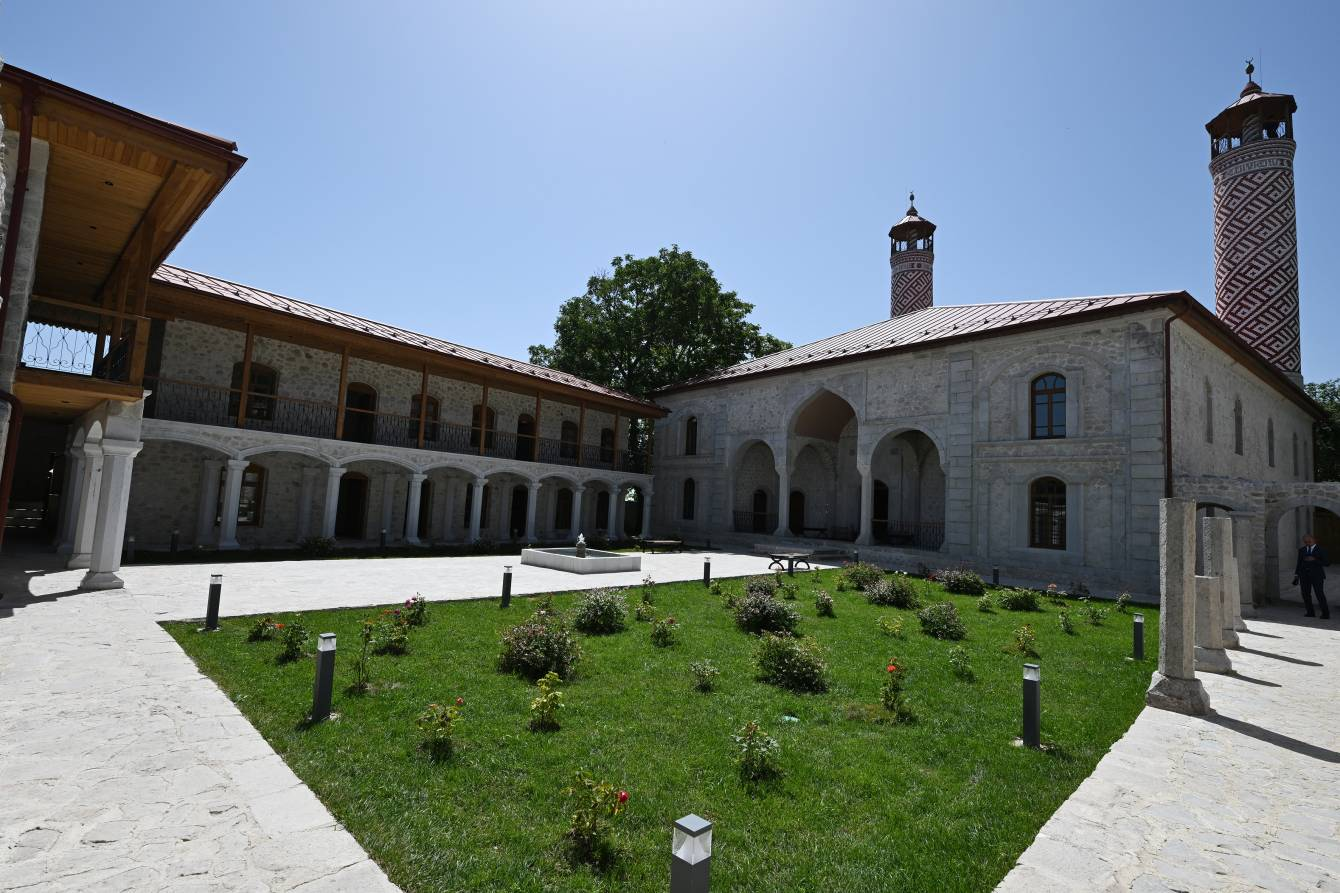
Нижняя мечеть Гевхар-аги 5 июля 2024

В декабре 2021 года начаты восстановительные работы в мечети Саатлы. В мае 2022 года состоялось открытие мечети. Проведены восстановительные работы в доме-музее Бюль-Бюля. Музей открыт 29 августа 2021 года.
Восстановлены три жилых здания ну ул. Кочарли, построенные в стиле карабахской архитектурной школы середины XIX века. В настоящее время в зданиях располагается отель «Ясемен». Экстерьер и интерьер зданий выполнен в стиле средневековой Шуши.
5 июля 2024 года после реставрации открыта Нижняя мечеть Гевхар-аги и источник Иса-Булагы.
19 сентября 2024 года открыты после реставрации Площадь Флага, Дом-музей Узеира Гаджибекова.
В ходе реставрационных работ купол армянского собора Святого Христа Всеспасителя, ранее повреждённый в результате обстрела ВС Азербайджана, был демонтирован.
27 марта 2025 года после реставрации открыта мечеть Чёль Гала и источник Чёль Гала Мечеть и источник построены в XIX веке Кербалаи Сефиханом Карабаги. Реставрация мечети проводилась с 2023 года.

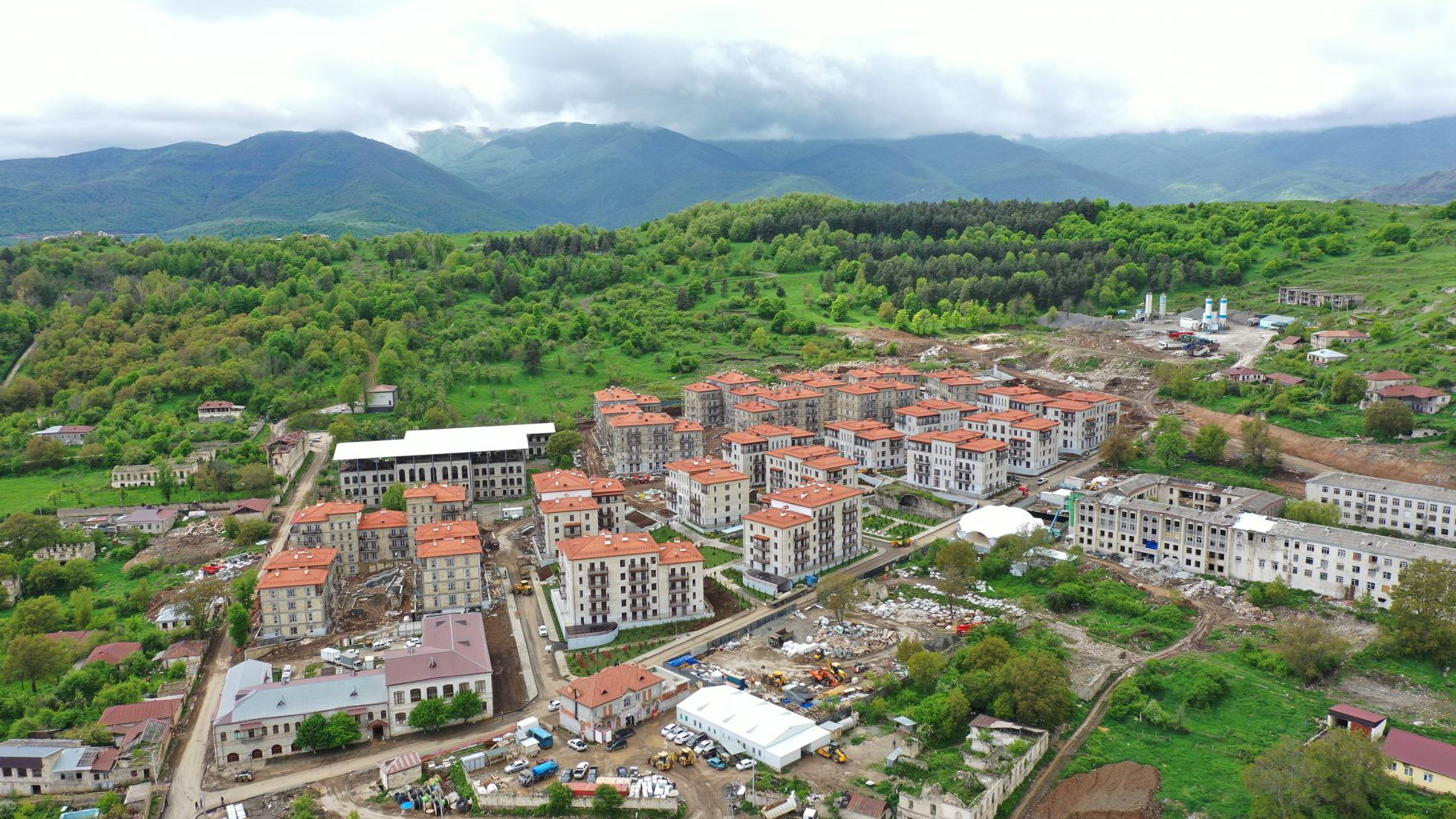
Первый жилой комплекс в Шуше Май 2024

### Жилищное строительство
Генеральный план города включает строительство жилых зданий средней, повышенной и смешанной плотности. 
29 августа 2021 года начато строительство первого жилого комплекса в Шуше. 10 мая 2024 года комплекс сдан в эксплуатацию. Комплекс состоит из 23 зданий, включающие 450 квартир. Площадь — 8 гектар. На июль 2025 года в комплекс переселены 376 семей (1409 чел.).

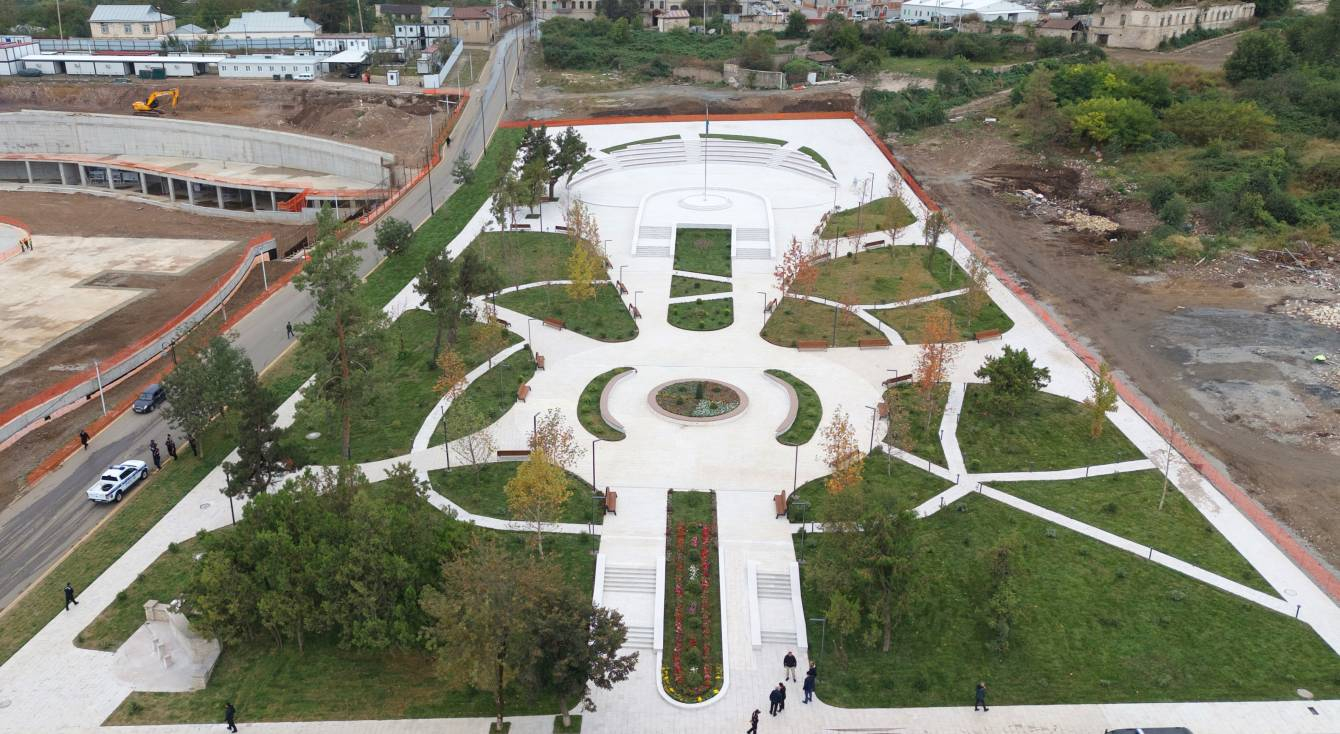
Площадь Флага Шуша Сентябрь 2024

9 мая 2025 года начато строительство четвёртого жилого комплекса. Комплекс будет состоять из 16 зданий на 274 квартиры. Общая площадь комплекса составит 6,2 гектар. 
На центральной улице «Карабах» строятся 10 жилых комплексов, а также гостиница.

### Строительство иных объектов
7 ноября 2021 года начато строительство Шушинского лечебно-оздоровительного центра. Центр будет состоять из 6 корпусов. Рассчитан на 90 коек. При центре будут действовать взрослая и детская поликлиники. 
В 2021 году также начато строительство Новой Шушинской мечети. Мечеть строится в форме цифры 8, символизируя 8 ноября. Два минарета символизируют число 11 (что означает ноябрь). Высота минаретов составит 72 метра. Мечеть строится в верхней части города, на самой высокой точке Шуши. Мечеть спроектирована азербайджанскими и итальянскими архитекторами. 

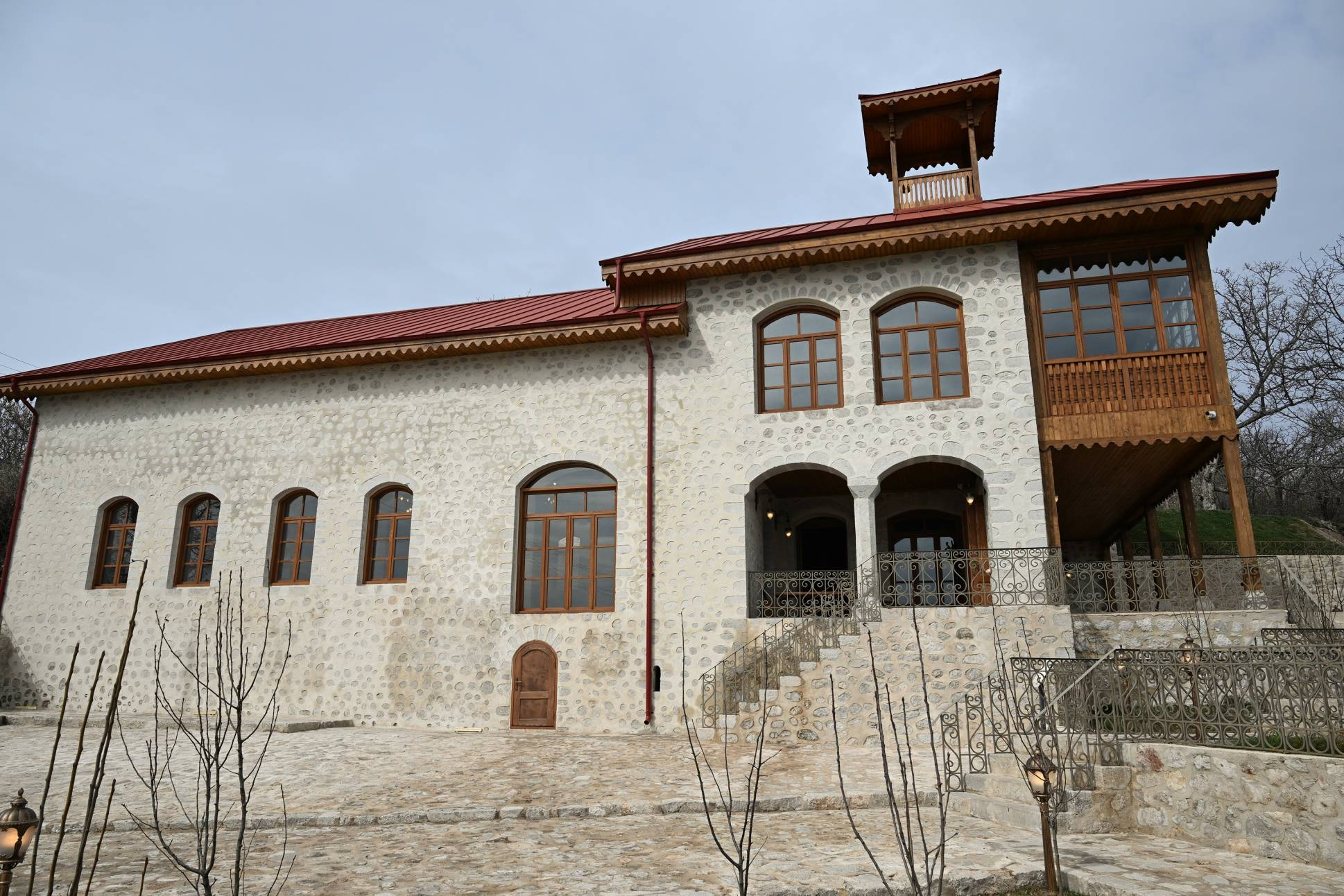
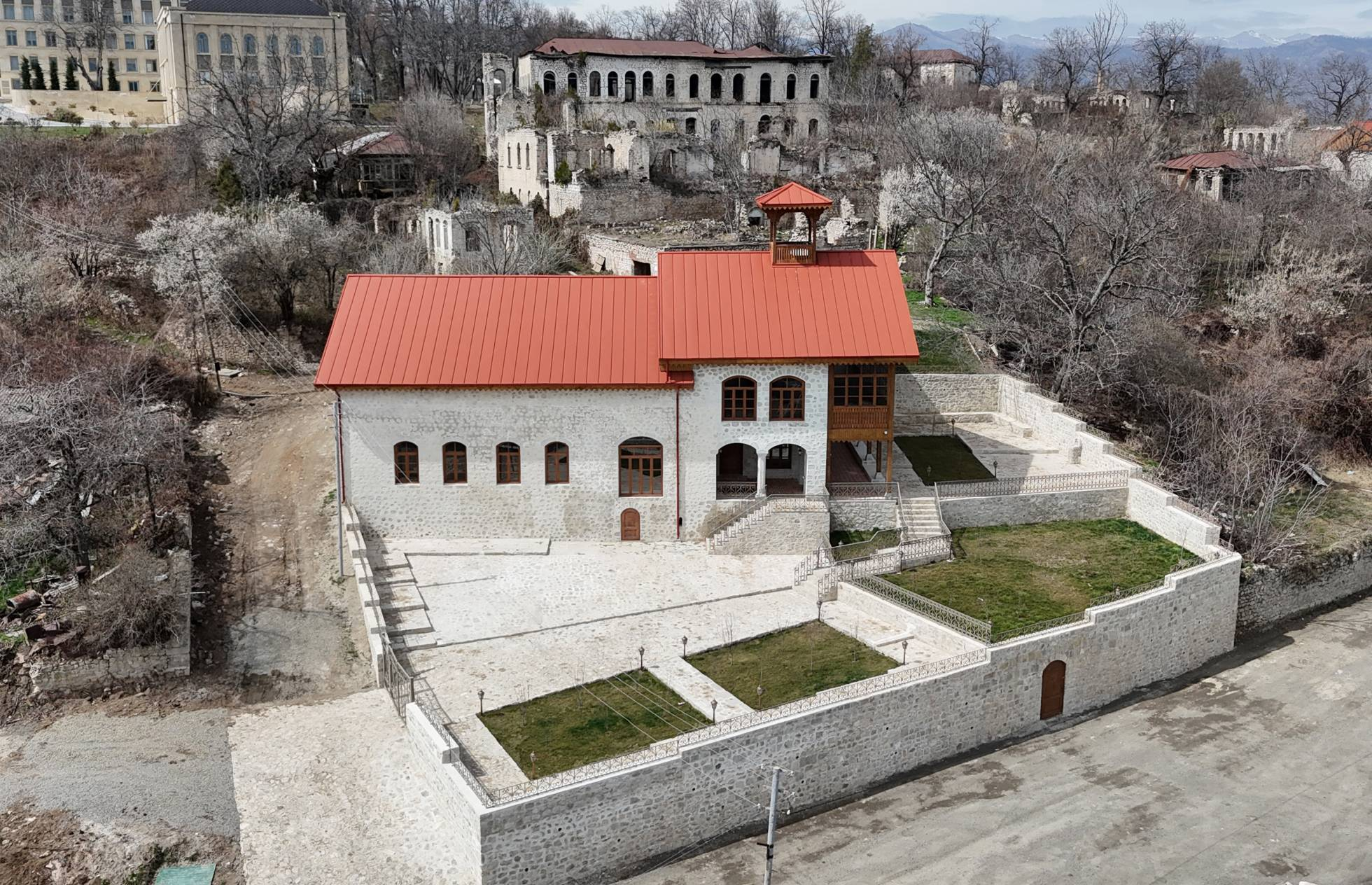
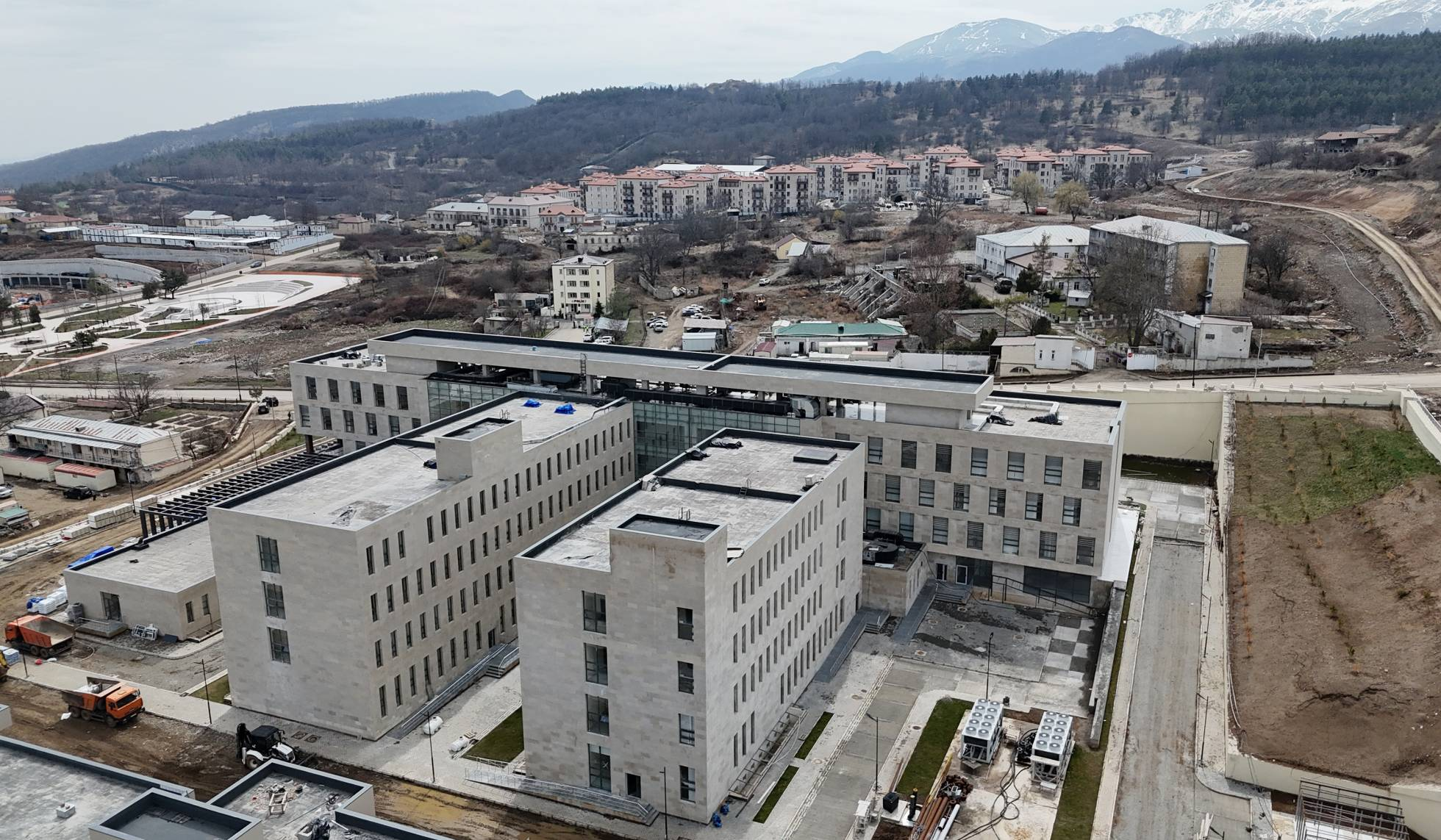
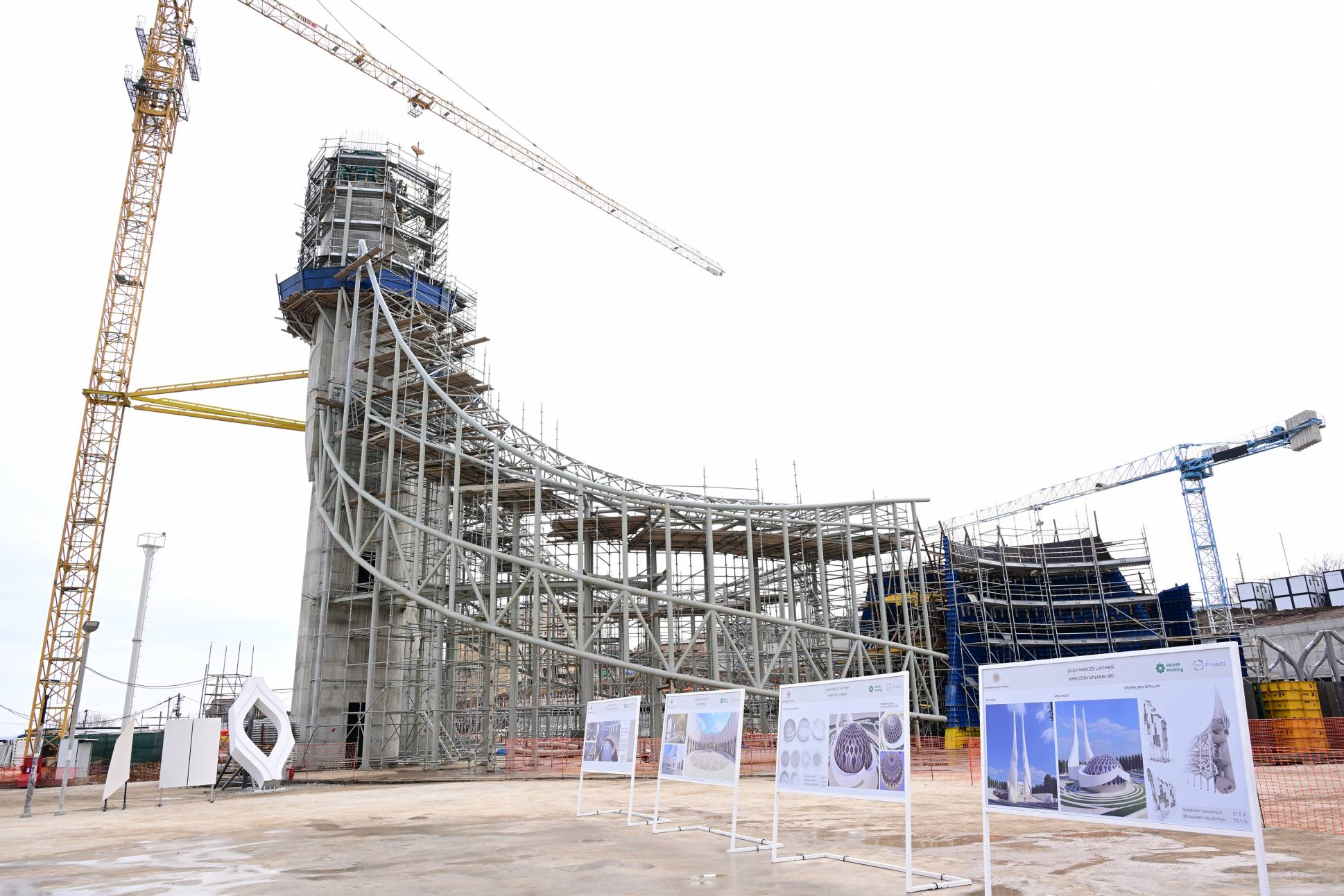
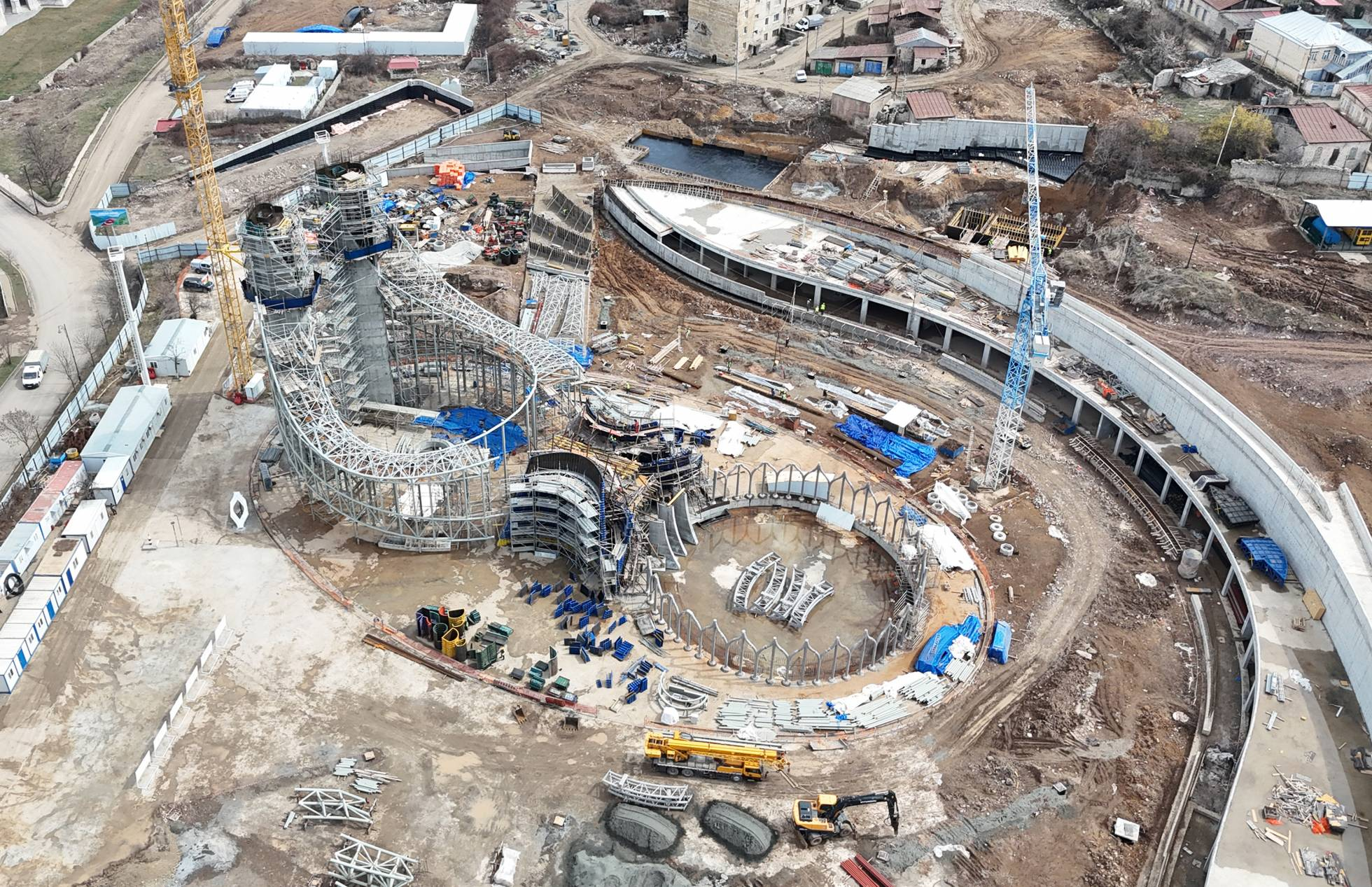

## Здравоохранение

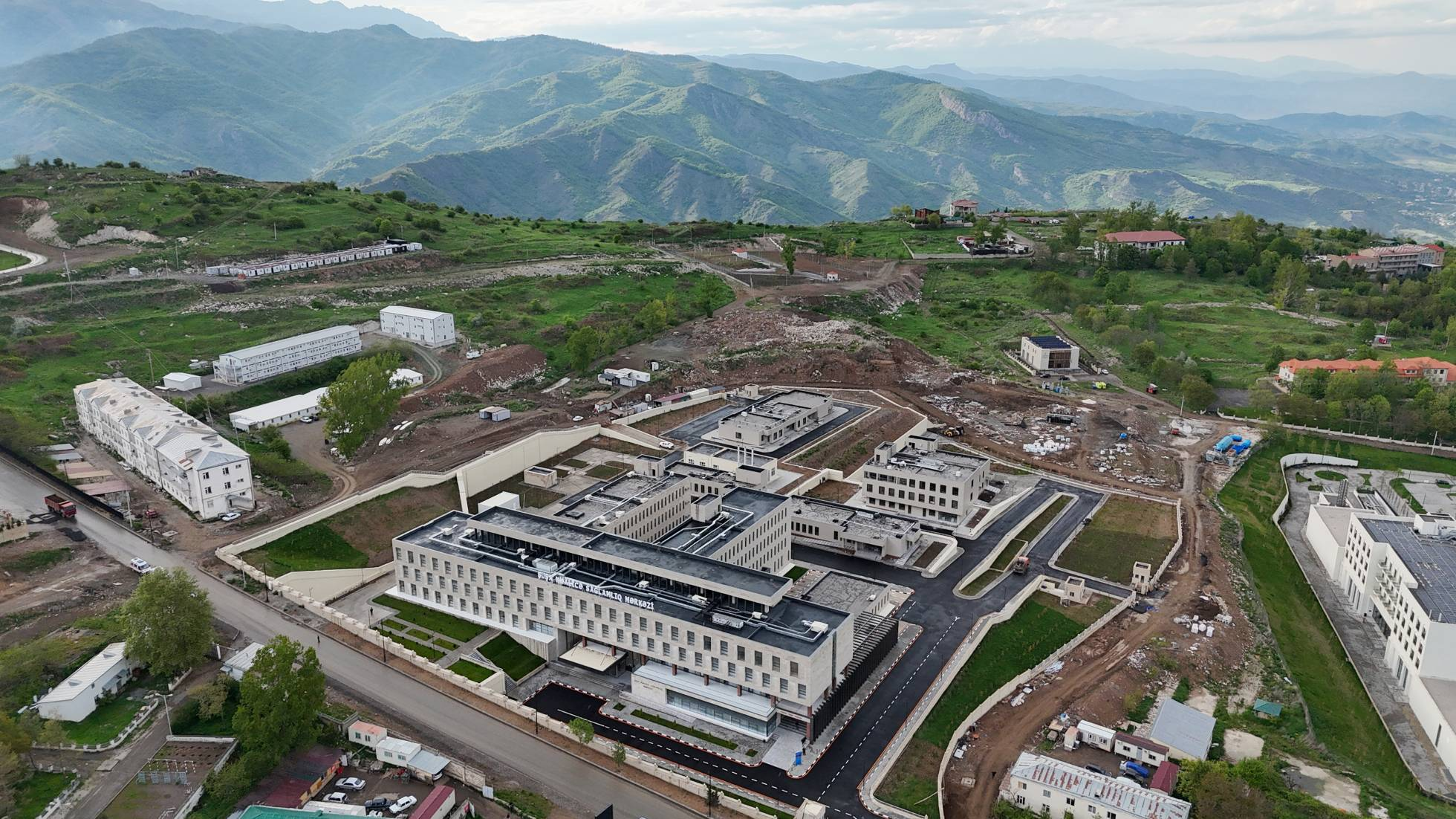
Шушинский лечебно-оздоровительный центр Май 2025

9 мая 2025 года открыт Шушинский лечебно-оздоровительный центр, строившийся с ноября 2021 года. Центр состоит из 6 корпусов, рассчитан на 90 коек. При центре действуют взрослая и детская поликлиники.

## Инфраструктура
21 октября 2024 года утверждён генеральный план Шуши. План разработан британской компанией «Chapman Taylor», за основу которого взято сохранение исторического облика города, а также растительности и ландшафта. Согласно плану, помимо существующих в городе дорог протяжённостью 36,2 километра будет проложено дополнительно 17,6 километра новых дорог. Определены места расположения остановок общественного транспорта, планируется создание зелёных коридоров. Ожидается строительство нового жилого массива общей площадью 46 765 квадратных метров, состоящего из шести кварталов, каждый из которых, в свою очередь, будучи рассчитан на 2020 жителей, вместит 25 трёх-, четырёх- и пятиэтажных жилых зданий. В конце сентября 2021 года в интервью журналу «Национальная оборона» президент Азербайджана Ильхам Алиев рассказал, что шушинцы смогут вернуться на постоянное жительство в город уже через полтора года, когда будет возведён первый из шести кварталов нового массива.

### Энергетика
21 марта 1926 года Высший экономический совет Азербайджанской ССР выделил средства на строительство электростанции для обслуживания Шуши. В 1930 году сдана в эксплуатацию построенная на реке Дашалты гидростанция мощностью 260 киловатт.
3 января 2011 года в Шуше запущена новая трансформаторная подстанция.
В мае 2021 года сдана в эксплуатацию новоотстроенная ОАО «Азерэнержи» 110/35/10-киловольтная электроподстанция. Из города Физули до Шуши за два с половиной месяца была проложена двухцепная ЛЭП напряжением 110 киловольт, подключив город к общей энергосистеме Азербайджана обеспечив бесперебойное электроснабжение.

### Газоснабжение
К 1979 году к Шуше одновременно со Степанакертом было проведено ответвление магистрального газопровода Евлах—Нахичевань.

### Водные ресурсы
Водоснабжение обеспечивается от реки Зарыслы, источника Кичик Кирс. Действуют магистральные водопроводы Зарыслы — Шуша протяжённостью 14,3 км, и Кичик Кирс — Шуша.
В русле реки Зарыслы около с. Дашалты построено Зарыслычайское водохранилище вместимостью 25 тыс. м3.
После неотложного ремонта источника Кичик Кирс и магистрального водопровода Кичик Кирс — Шуша 25 ноября 2020 года водоснабжение города было восстановлено.
20 декабря 2020 года введён в эксплуатацию магистральный водопровод Зарыслы — Шуша.
Бесперебойное обеспечение водой города началось с декабря 2022 года.

### Транспорт
7 ноября 2021 года открыта Дорога победы.
3 июля 2025 года введена в строй автомобильная дорога Ахмедбейли — Физули — Шуша.

## Туризм
В 1980-е в городе была построена гостиница «Карабах». Гостиница пострадала в ходе Карабахской войны, и открылась вновь только в 2011 году под названием «Шуши». В 2021 году, после восстановления Азербайджаном контроля над городом, в гостинице «Карабах» началась реконструкция.
В годы советской власти, в городе также функционировал санаторий, который пришёл в негодность за время Карабахской войны и армянского контроля. В 2021 году началось восстановление некоторых корпусов санатория.

## Спорт
С 25 по 30 сентября 2024 года в Шуше проведён Мемориал Гашимова 2024.

## Культура

### Архитектура
В 1977 году территория города была объявлена государственным историко-архитектурным заповедником. С 2001 года заповедник является кандидатом на внесение в список объектов всемирного наследия ЮНЕСКО от Азербайджана.
- Больница Жамгарянов, одна из самых больших больниц Закавказья своего времени, основана в 1900 г.
- Водопроводы «Хан Кызы» и «Татевоса»[111]
- Гянджинские ворота[112]
- Дворец карабахских ханов (XVIII—XIX вв.), расположенный в северо-восточной части города[112]
- Эриванские ворота
- Замки Ибрагим Халил-хана и его дочери Кара Беюк-ханум (начало XVIII века), расположенные в юго-восточной части города[112]
- Институт искусств им. Нарекаци
- Крытый рынок (восстанавливается)
- Мавзолей Вагифа
- Музей антикварных и современных ковров[113]
- Сквер возле памятника Нельсону Степаняну
- Театр Хандамирянца, разрушен во время событий 1905 года[114]
- Типография «Армянское духовное учреждение»[115](«Типография Шушинского армянского духовного ведомства»[116]), первая типография в Карабахе, основана в 1827 г.
- Типография «Мирзаджан Махтеси Акопянца» («Типография Мугдуси Акопова»[117]), вторая типография в Карабахе, основана в 1877 г.
- Шушинская городская библиотека
- Шушинская крепость

### Религиозные памятники
- Армянские апостольские церкви Канач жам и Мегрецоц и собор Казанчецоц
- Армянские церковь Агулецоц и монастырь Кусанц, разрушенные в 1960-х годах
- Мечети Гевхар-аги (Верхняя и Нижняя) и Саатлы
- Мечети Гаджи Юсифли, Гуюлуг, Джульфалар, Мамай, Чёль гала, Чухур, Сеидли, Мердинли, Ходжа Мирджанлы[англ.], Кочарли[118], Таза[119]

### Школы и училища
- Протестантская школа швейцарской компании «Евангелическое проповедование», открыта в 1827 г.
- Армянская епархиальная школа имени Егише[120][121][122], открыта в 1838 году. Дала таких воспитанников, как В. Вагаршян, Лео, Мурацан, Никол Думан.
- Мусульманская шиитская школа, открытая в 1849 году (просуществовала до 1861 года)[123]
- Армянская школа св. Марии[арм.][124][125], одна из первых армянских женских гимназий, основана в 1864 г. Закрыта в 1884 году.
- Армянская евангелическая школа[арм.][126], открыта в 1865 г. армянами-евангелистами из Дорпата. Просуществовала недолго, в связи с проповеданием протестантства.
- Шушинская школа при девичьем монастыре[арм.][127], дата основания точно не известна, не позже 1873 года.
- Армянская девичья школа св. Рипсимии[арм.][128][129], основана в 1876 году. (просуществовала год)
- Шушинское реальное училище[130]։, основано в 1881 г. Дало таких воспитанников, как С. Агаджанян, А. Ахвердиев, А. Бадалбейли[131], А.Бекзадян, С. Тер-Габриэлян, Ю. Чеменземинли. В училище, в частности, преподавали писатели Г. Агаян и Г. Везиров, педагоги С. Зохраббеков[азерб.] и Арсен Тертерян, лингвисты М. Абегян и Р. Ачарян.
- Школа азербайджанского языка, открытая в 1883 году Сафарали-беком Велибековым[123]
- Русско-азербайджанская школа, открытая в 1886 году благодаря заслугам Фаррух-бека Везирова[азерб.][123]
- Русско-азербайджанская школа, открытая в 1893 году Джамал-беком Фаталибековым[азерб.] и размещённая в доме Адигезаловых[123]
- Армянская девичья школа Мариам-Гукасяна[132], основана в 1894 году.
- Специальная школа, открытая в 1895 году Гусейн-беком Рустамбековым (просуществовала год)[123]
- Русско-азербайджанская (Николаевская) школа, открытая в 1896 году. Дала таких воспитанников, как Узеир и Зульфугар Гаджибековы, Юсиф Чемензнминли, Мирза Хосров Ахундов[азерб.]. Директором школы был Гашим-бек Везиров[123]. Пока для школы не было построено здание, размещалась в доме Натаван и Фатали Мирза Каджар[азерб.][123]
- Армянская двухполая школа при церкви Агулецоц[132]
- Армянская мужская школа «Тадевосян»[132]
- Армянская двухполая школа Тирацу Гаянэ Даниеляна[132]
- Армянская мужская школа при церкви Мегрецоц[132]
- Армянская частная школа А. Багдасаряна[132]
- Армянская частная школа А. Тер-Григоряна[132]
- Армянская частная школа А. Тер-Ованисяна[132]
- Армянская частная школа В. Шахунца[132]

### Жилые дома
- Дом-крепость Авана Лорис-Меликяна (XVIII в.), на окраинах города, в полуразрушенном состоянии
- Дом-крепость Тархана Исаханова, сына Есаи Гасан-Джалаляна[133] (XVIII в.) на окраинах города, в полуразрушенном состоянии
- Летняя резиденция Гасан-Джалалянов (XVIII в.), на окраинах города, в полуразрушенном состоянии
- Дом Хуршидбану Натаван (XVIII—XIX вв.)[112]
- Дом Мехмандаровых, камни, стены и плафон которого украшали росписи, выполненные азербайджанским художником Уста Гамбаром[112] (его панно в доме Мехмандарова, изображающее оленей и гранатовое дерево, отличает большая свобода и сочность форм)[134]
- Дом азербайджанского учёного и художника Мир Мохсун Навваба, в одном из залов которого сохранились росписи, исполненные художником в 1886 году[112]
- Дом-музей азербайджанского композитора Узеира Гаджибекова, организованный в 1959 году в доме, где рос Гаджибеков[112]
- Дом-музей азербайджанского оперного певца Бюльбюля[135]
- Дома Асад бека (XIX век) и азербайджанского композитора Зульфугара Гаджибекова (XIX век)[136]
- Дома армянских писателя Мурацана, историка Лео, национально-освободительного деятеля М. Саруханяна[англ.], военно-аристократического рода Лазарянов и др., построенные в XIX веке
- Жилые дома Зохраббекова[136], Гевхар-аги, Бахмана Мирзы, Гаджи Гулулар, Угурлу-бека, Гаджи Дадаша, Гаджи Башира, Мирзалы-бека[азерб.] и др., построенные в XIX веке[137]
- Караван-сараи братьев Сафровых, Мешади Шукюра Мирсияб оглы, Ханлыг Мухтара, Караван-сарай Ага Гахрамана Мирсияб оглу[138].

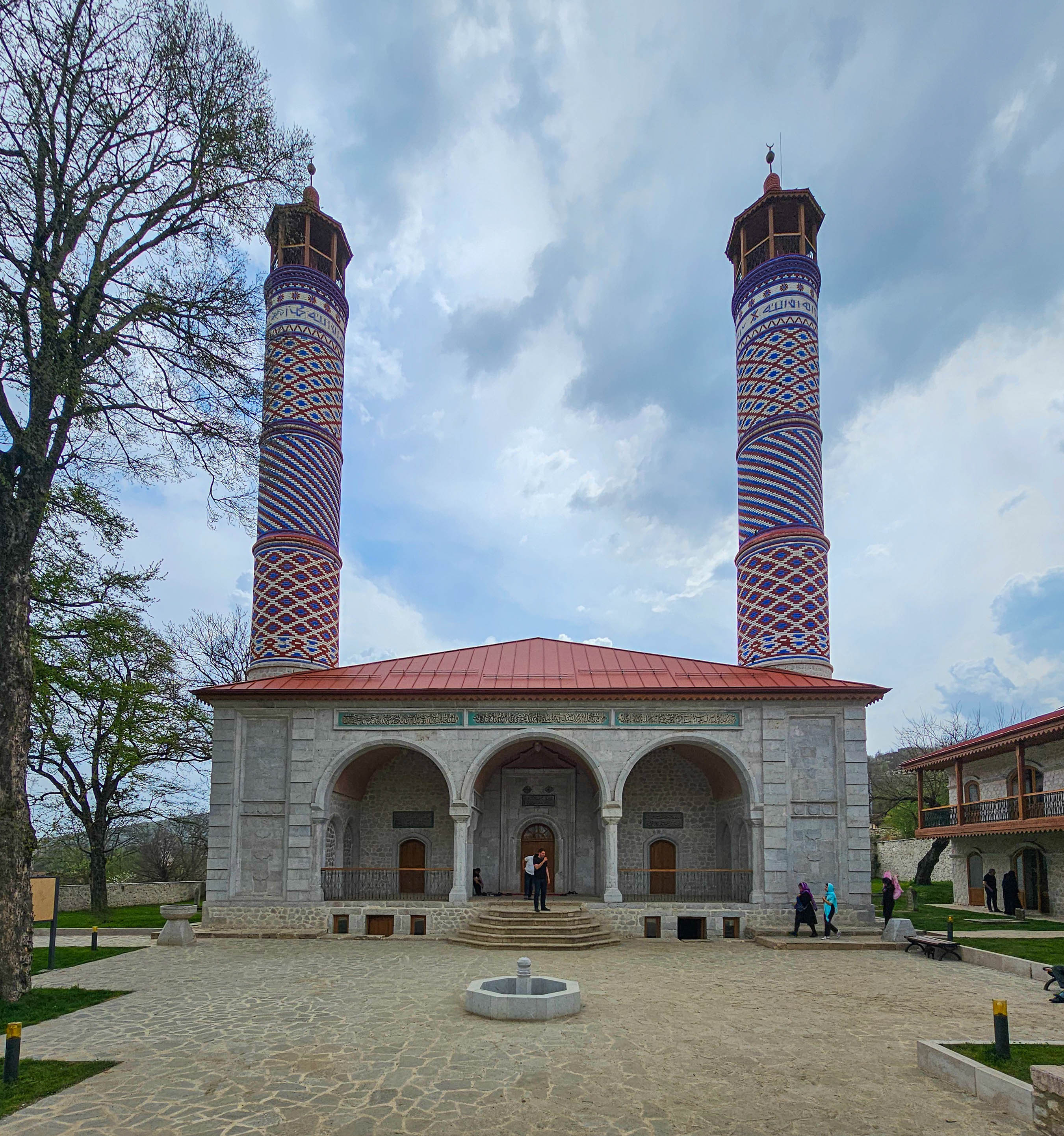
Верхняя мечеть Гевхар-аги после реставрации (2024)
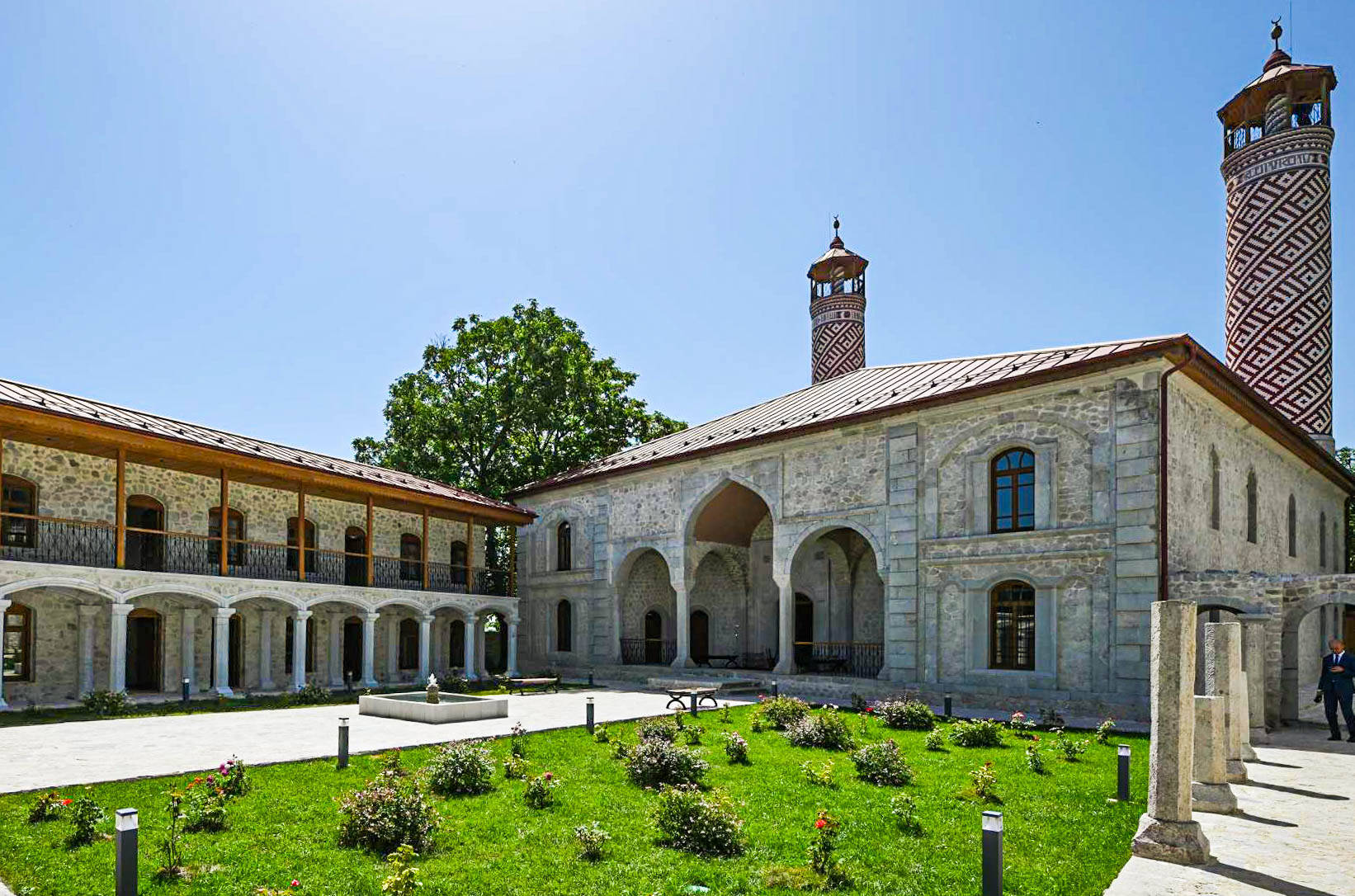
Нижняя мечеть Гевхар-аги после реставрации (2024)
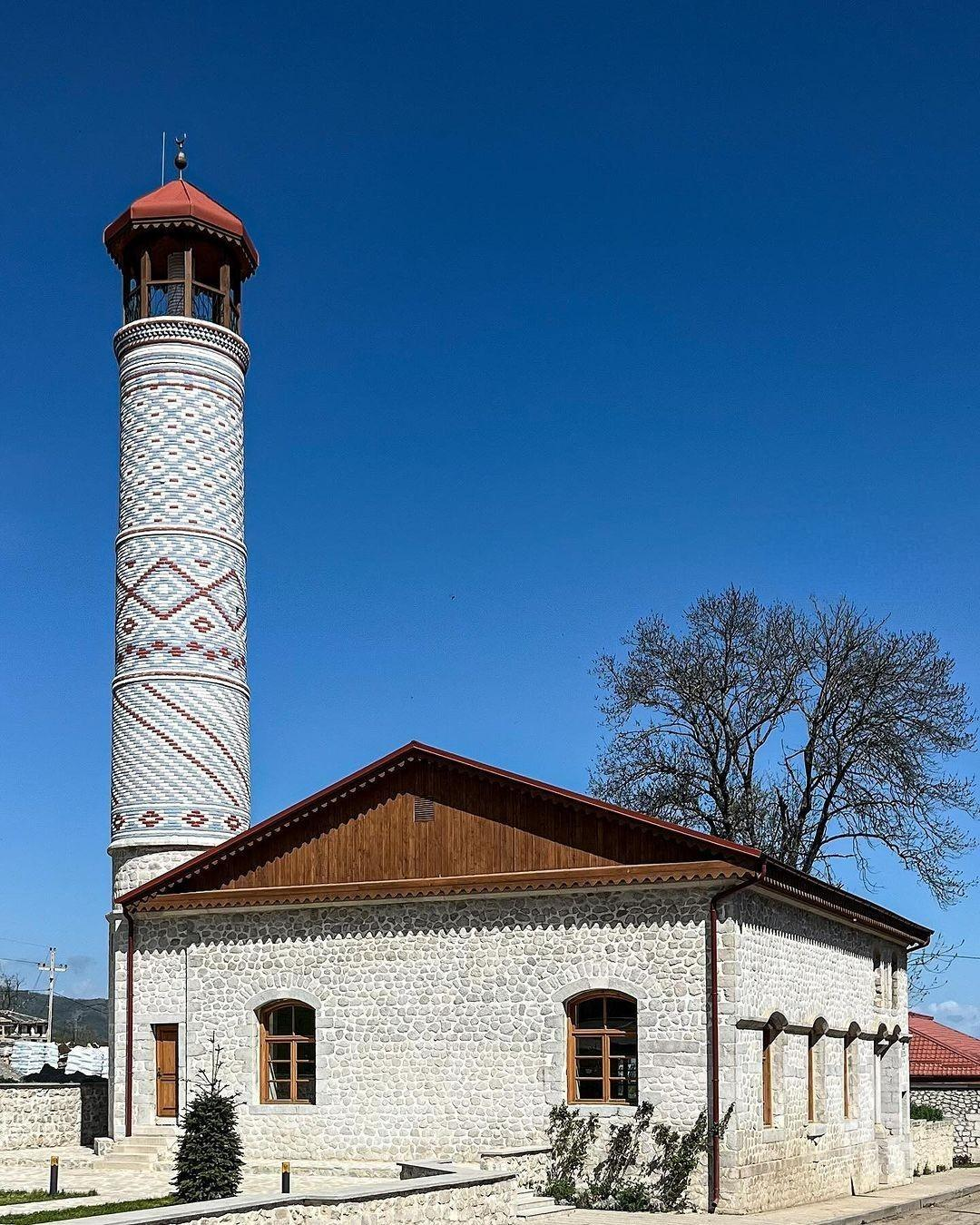
Мечеть Саатлы после реставрации (2024)
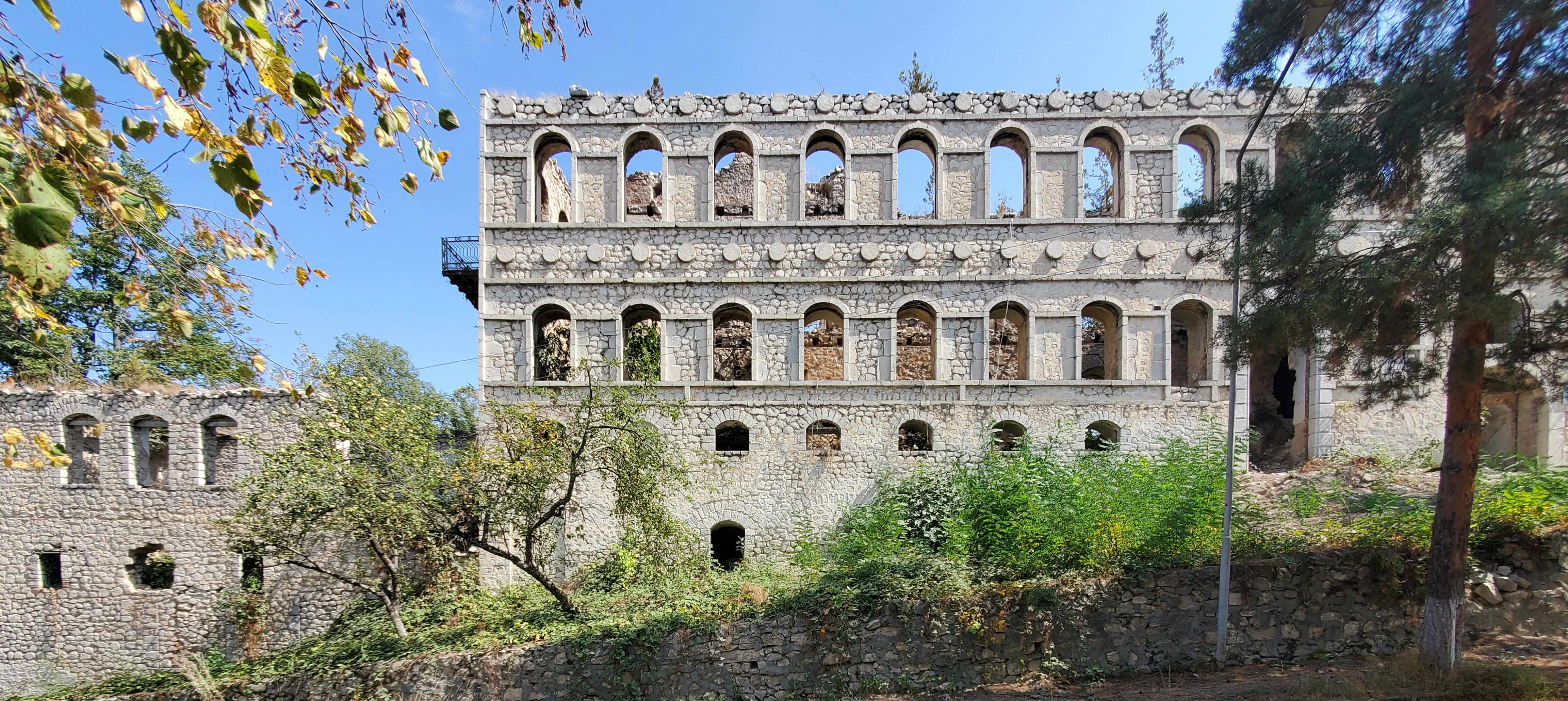
Дом Хуршидбану Натаван (2021)
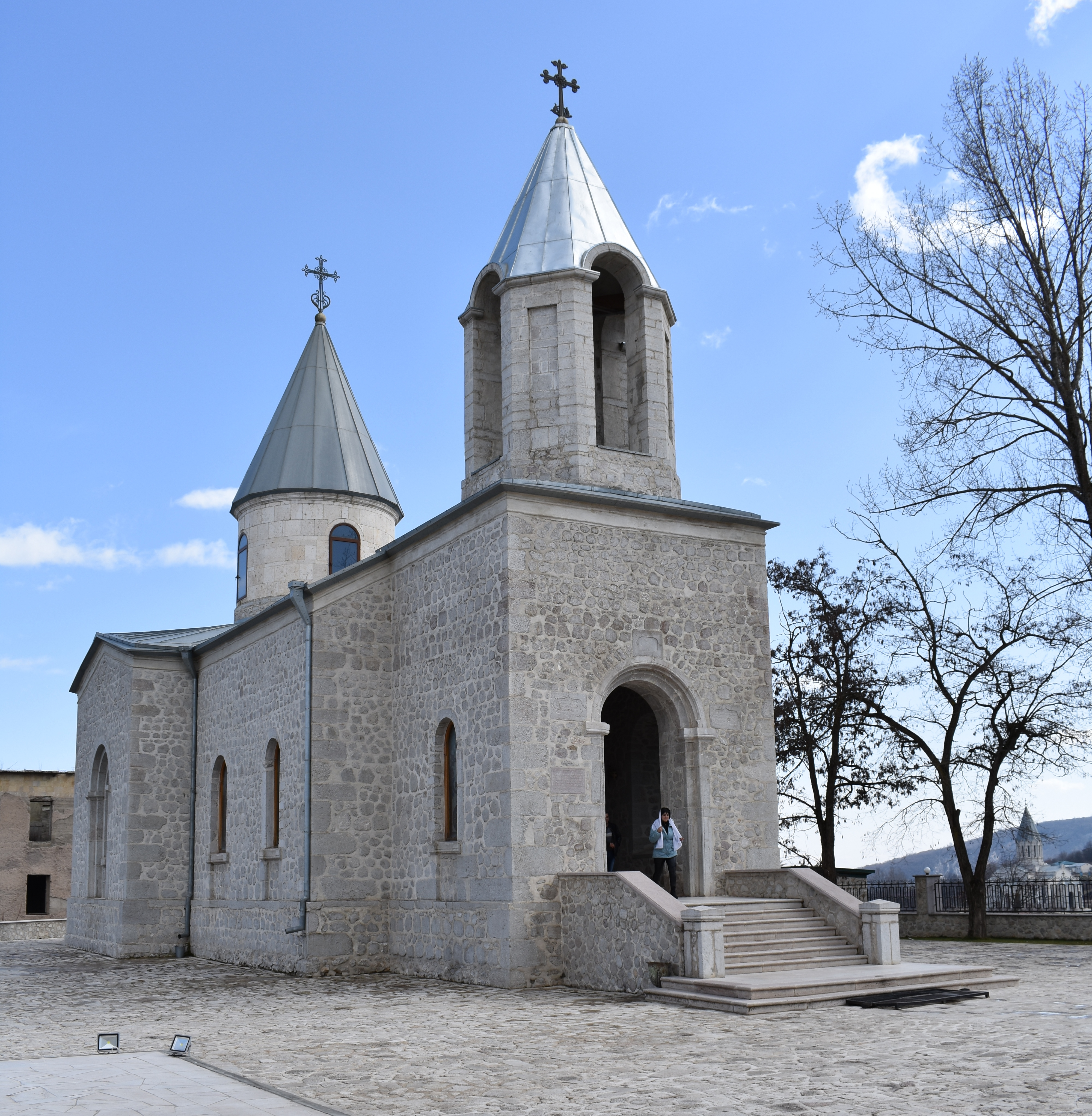
Церковь Св. Иоанна Крестителя (2018)
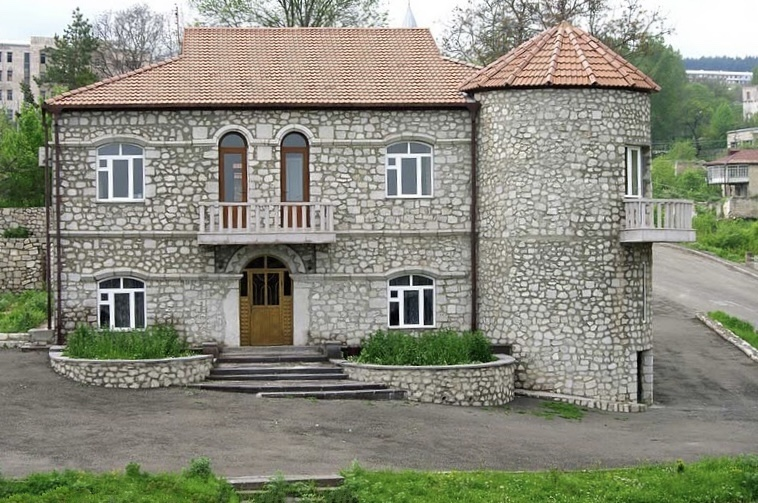
Элемент городской архитектуры (2009)
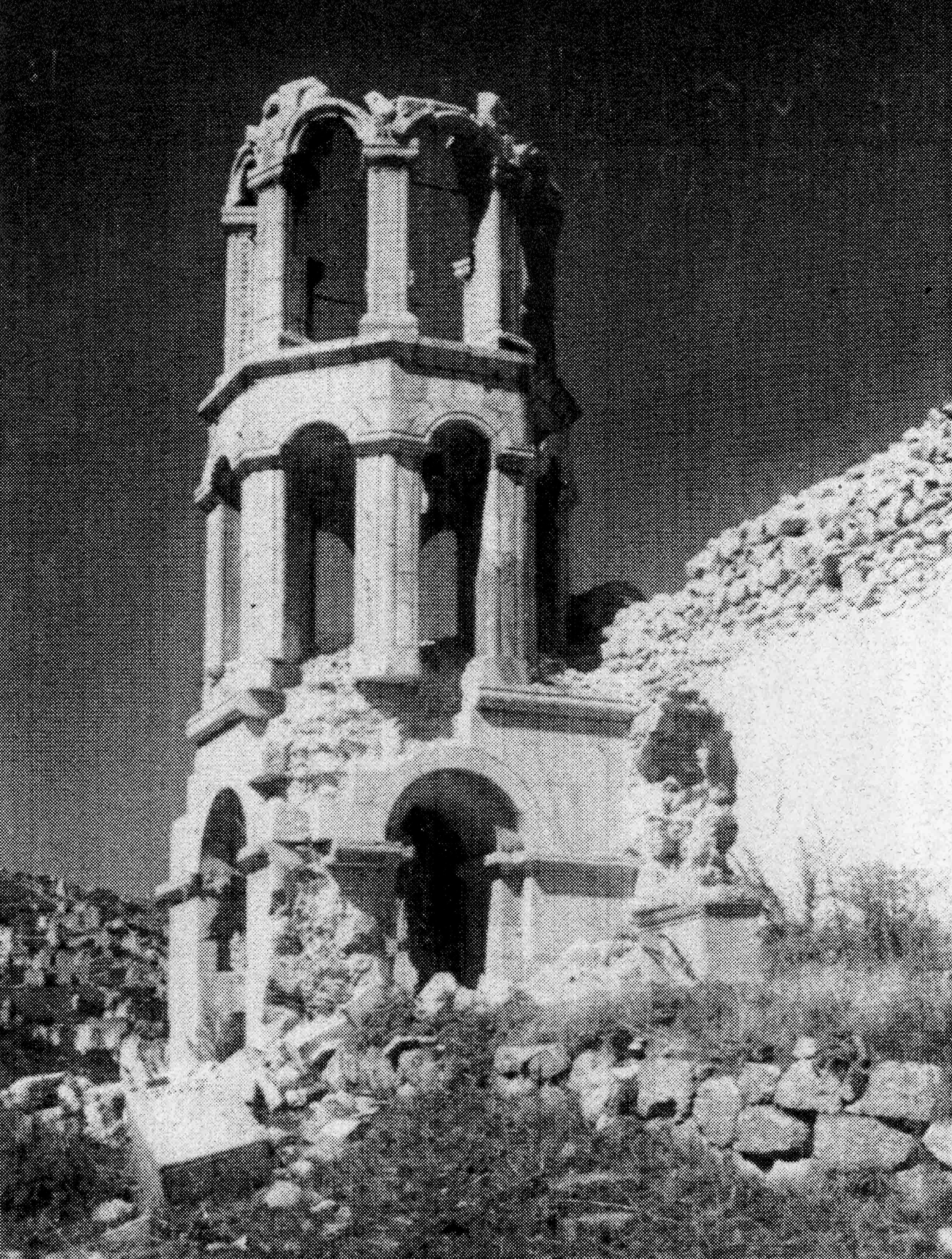
Колокольня монастыря Кусанц (1816)
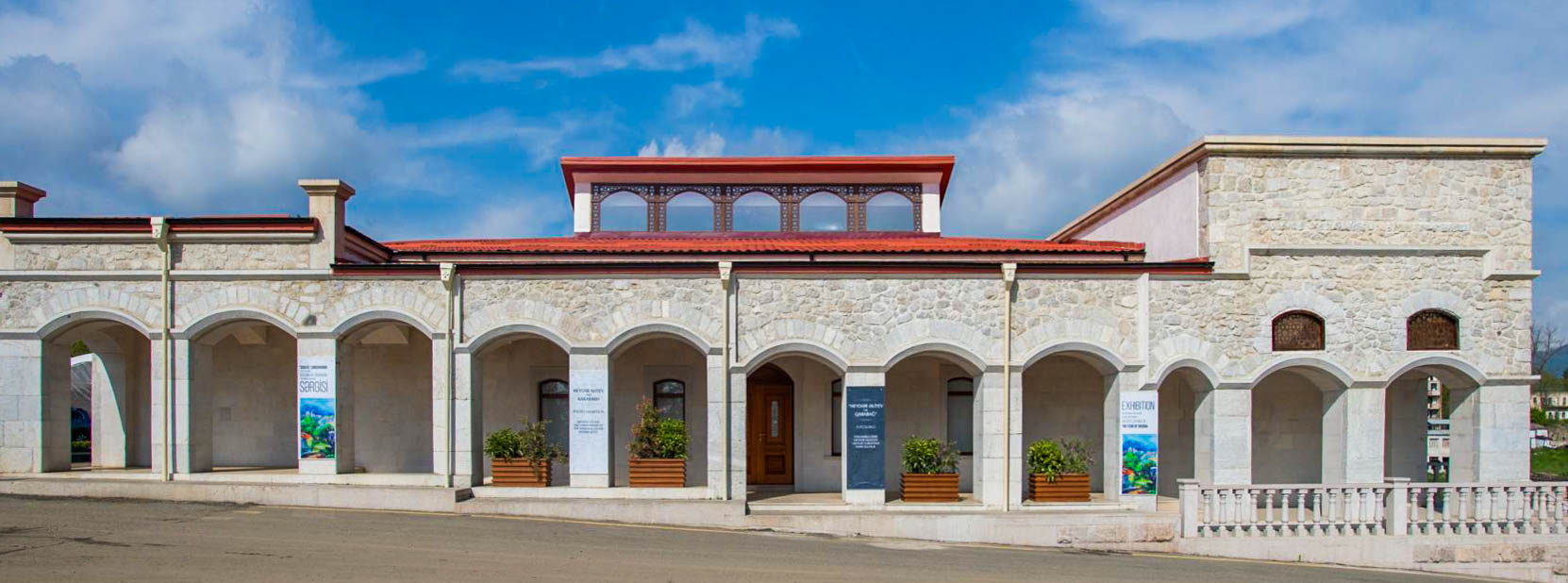
Караван-сарай Ага Гахрамана Мирсияб оглы после реставрации (2024)
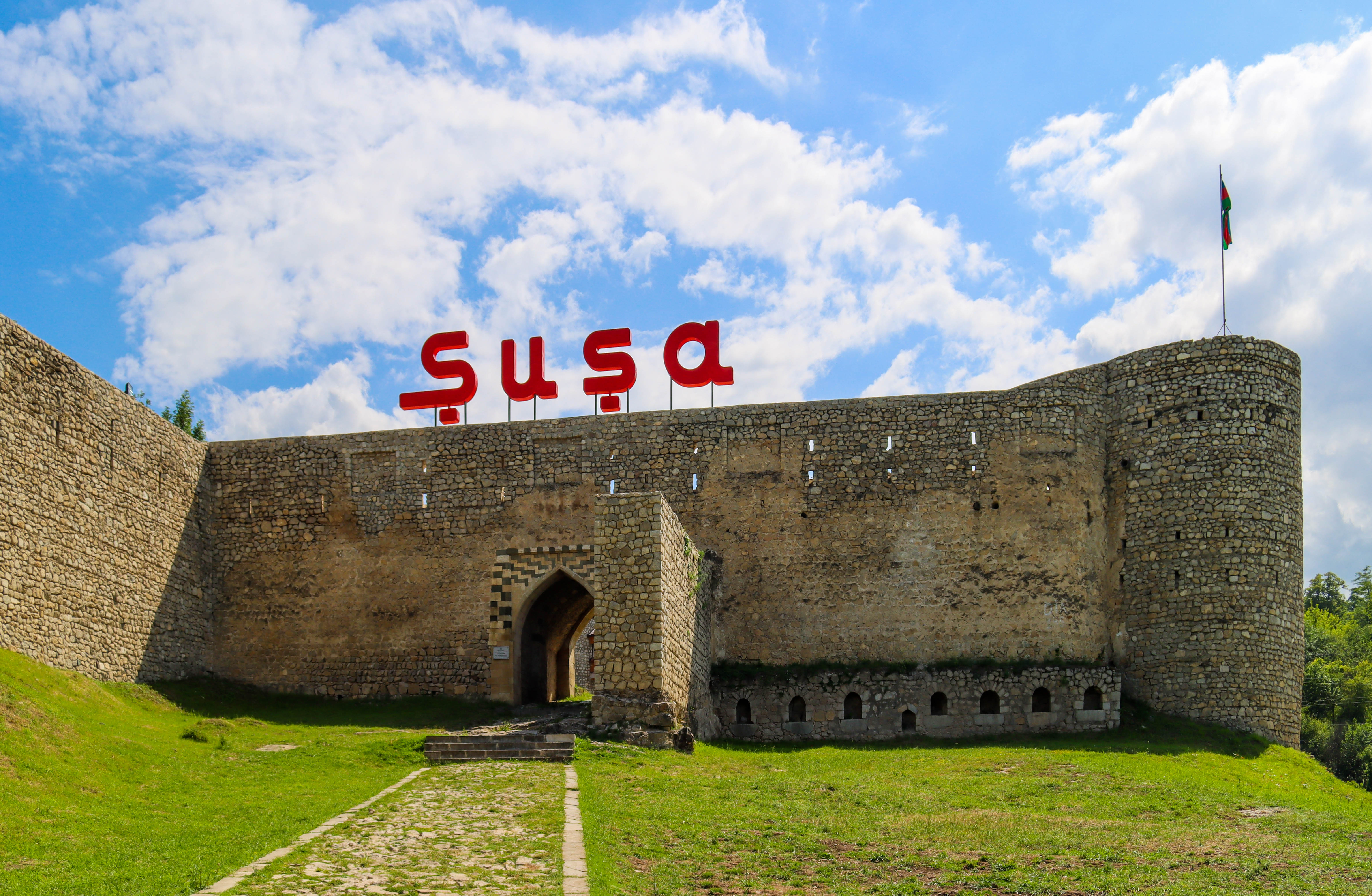
Шушинская крепость (2024)
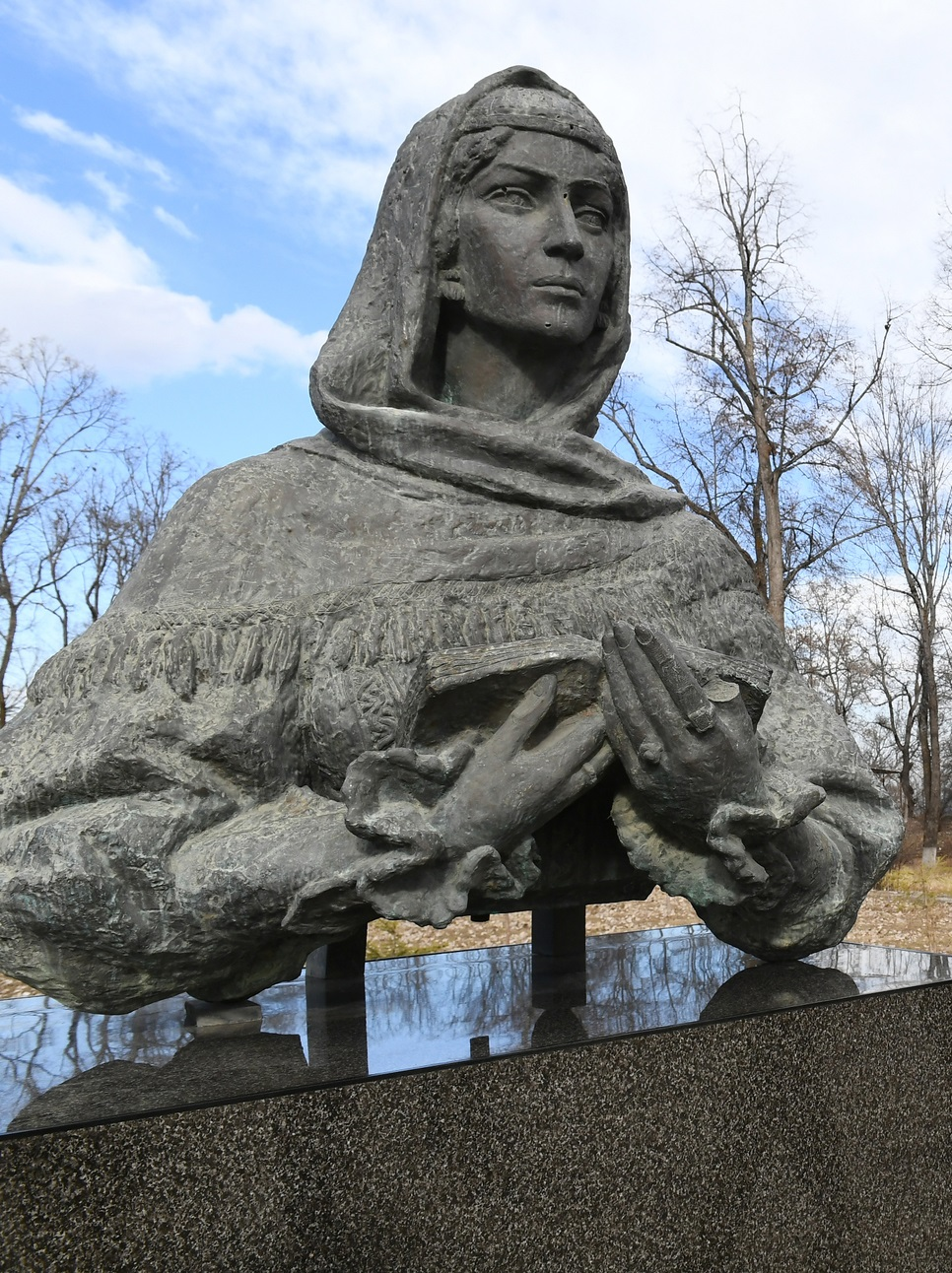
Повреждённый в результате Первой карабахской войны памятник азербайджанской поэтессе Хуршидбану Натаван
Памятник дважды герою Советского Союза Нельсону Степаняну
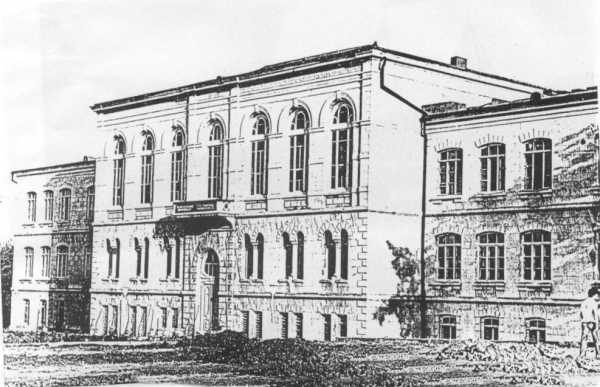
Шушинское реальное училище (1908)
Здание царского почтового отделения (ныне Шушинского филиала Азербайджанского Национального Музея Ковра)
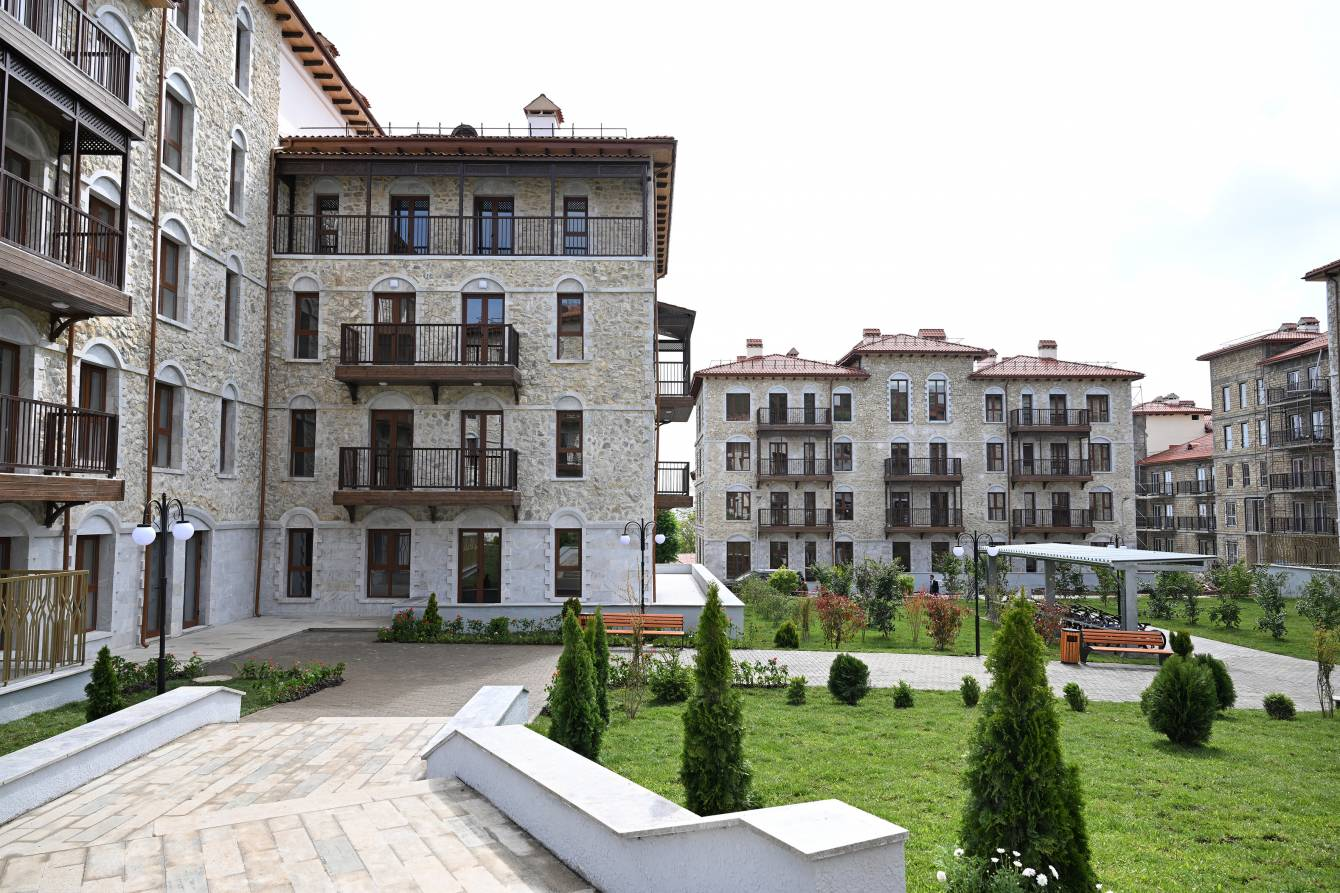
Новопостроенный жилой район (2024)
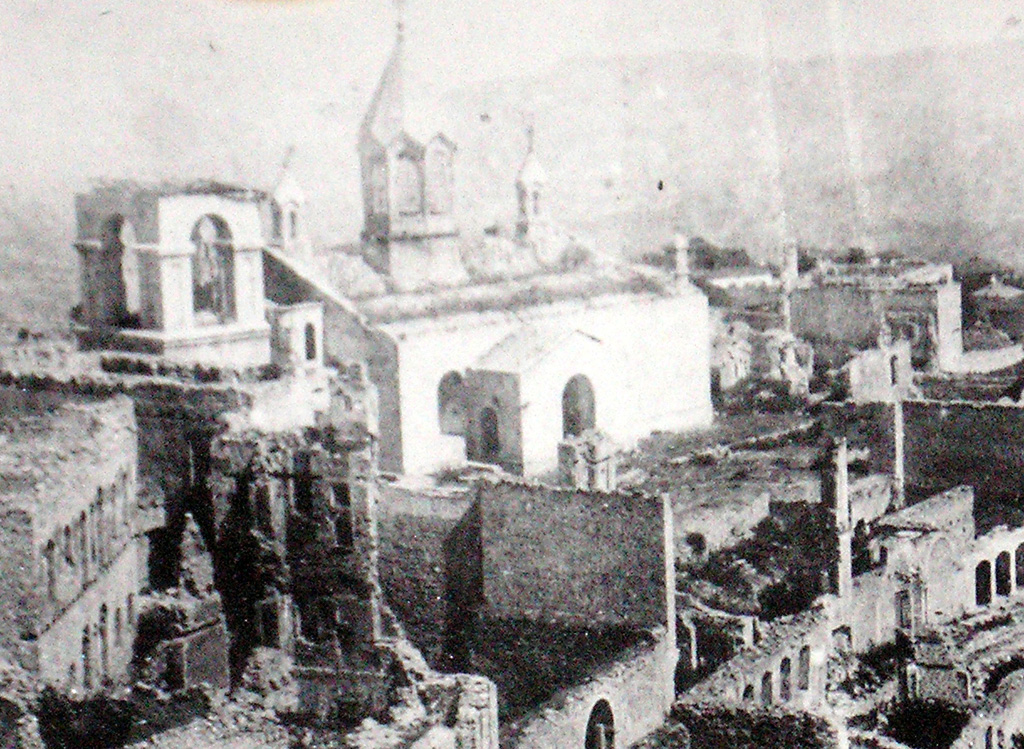
Церковь Агулецоц (1822)
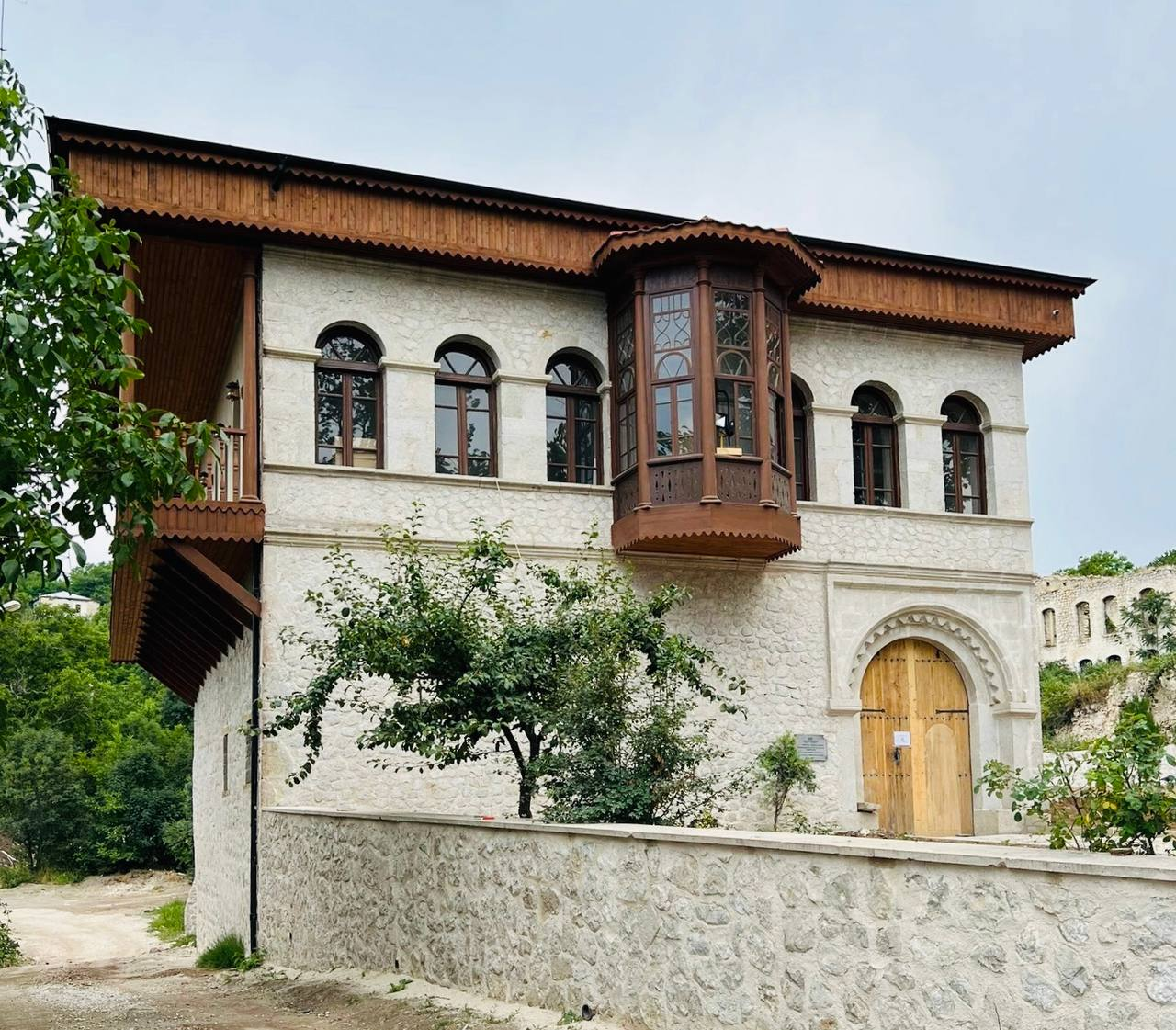
Дом Мехмандаровых (бывшее здание Шушинского филиала Азербайджанского национального музея ковра), состояние на 2023 год (построен в XIX веке)
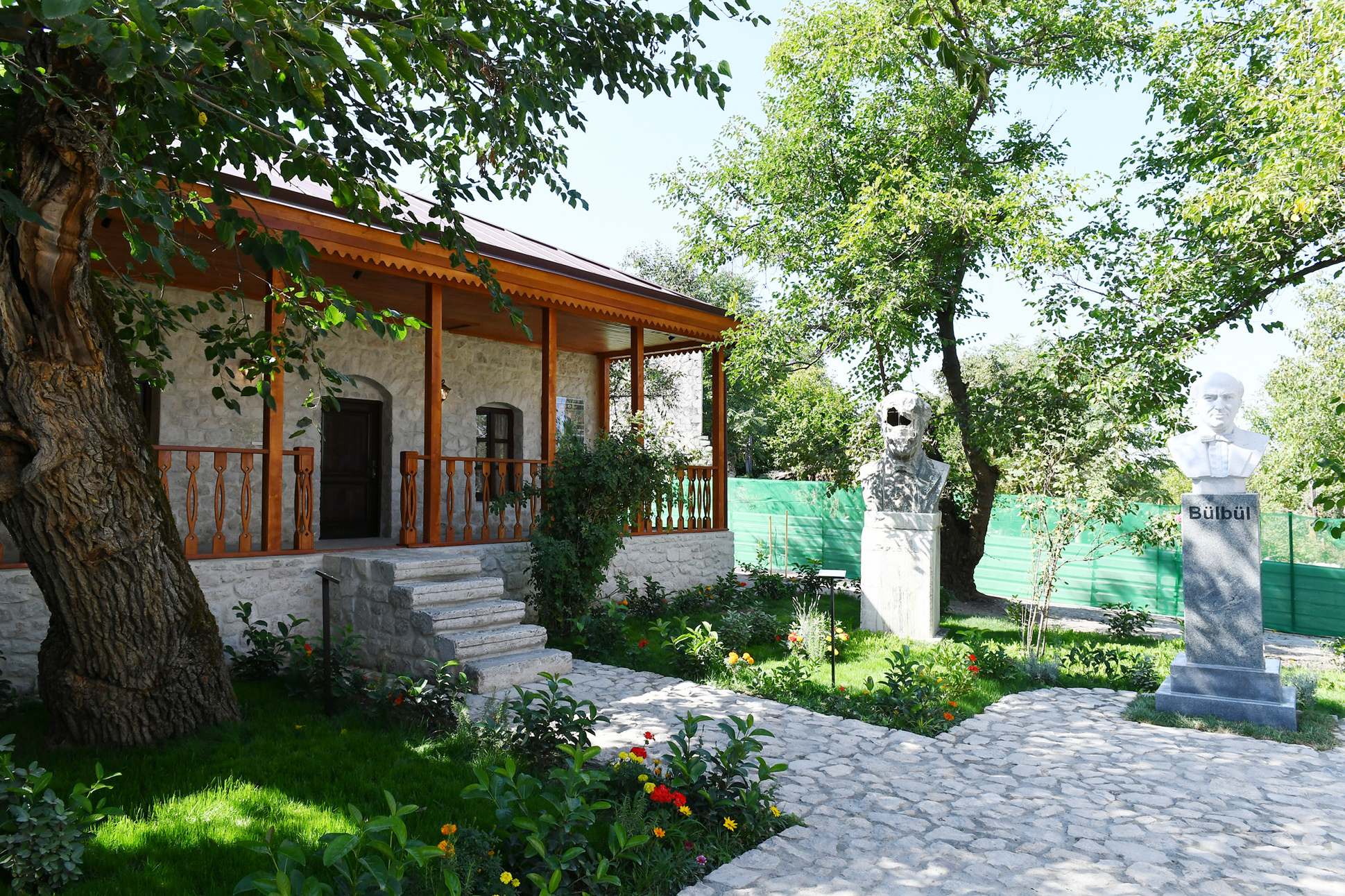
Дом-музей и бюст певца Бюльбюля, после восстановительных работ (2021)
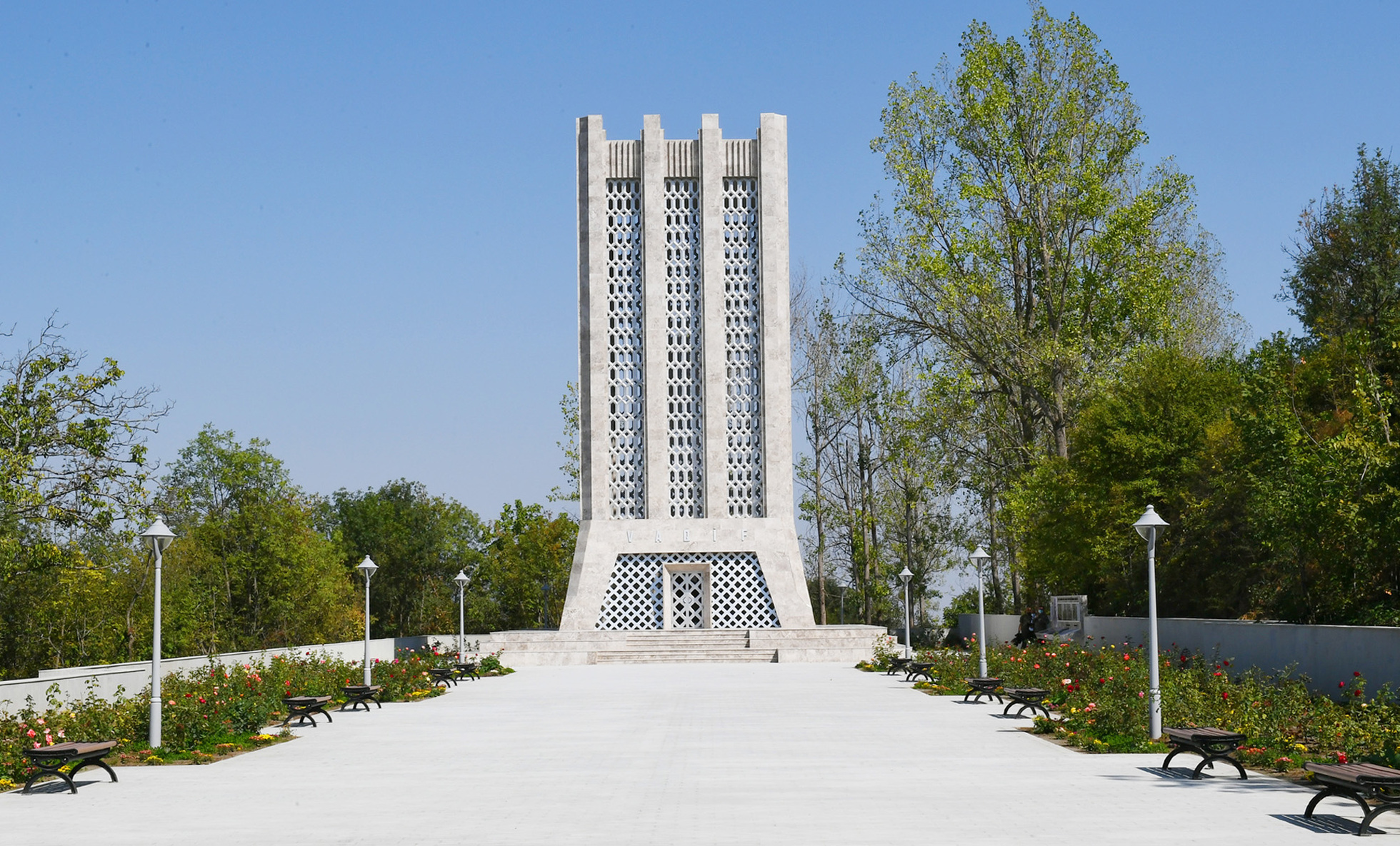
Мавзолей Вагифа после реставрации (2021)

### Музеи, библиотеки, театры
В советское время в Шуше действовали Шушинский историко-краеведческий музей (расположен в бывшем доме Мехмандаровых), картинная галерея (в бывшем доме Зограббековых), дома-музеи У. Гаджибекова и Бюль-Бюля. В 1985 году был создан шушинский филиал Азербайджанского национального музея ковра, а в 1991 году — Азербайджанский государственный музей истории Карабаха. В городе работали районная и городская библиотеки и Дом поэзии (в здании мечети «Мамай»).
В феврале 1938 года был создан Шушинский государственный колхозно-совхозный театр, переименованный в 1943 году в Шушинский музыкально-драматический театр. Театр прекратил свою деятельность в 1949 году, однако был восстановлен в 1990 году, но с 1992 года продолжил деятельность в Баку. В позднесоветскую эпоху в Шуше функционировал зимний кинотеатр.

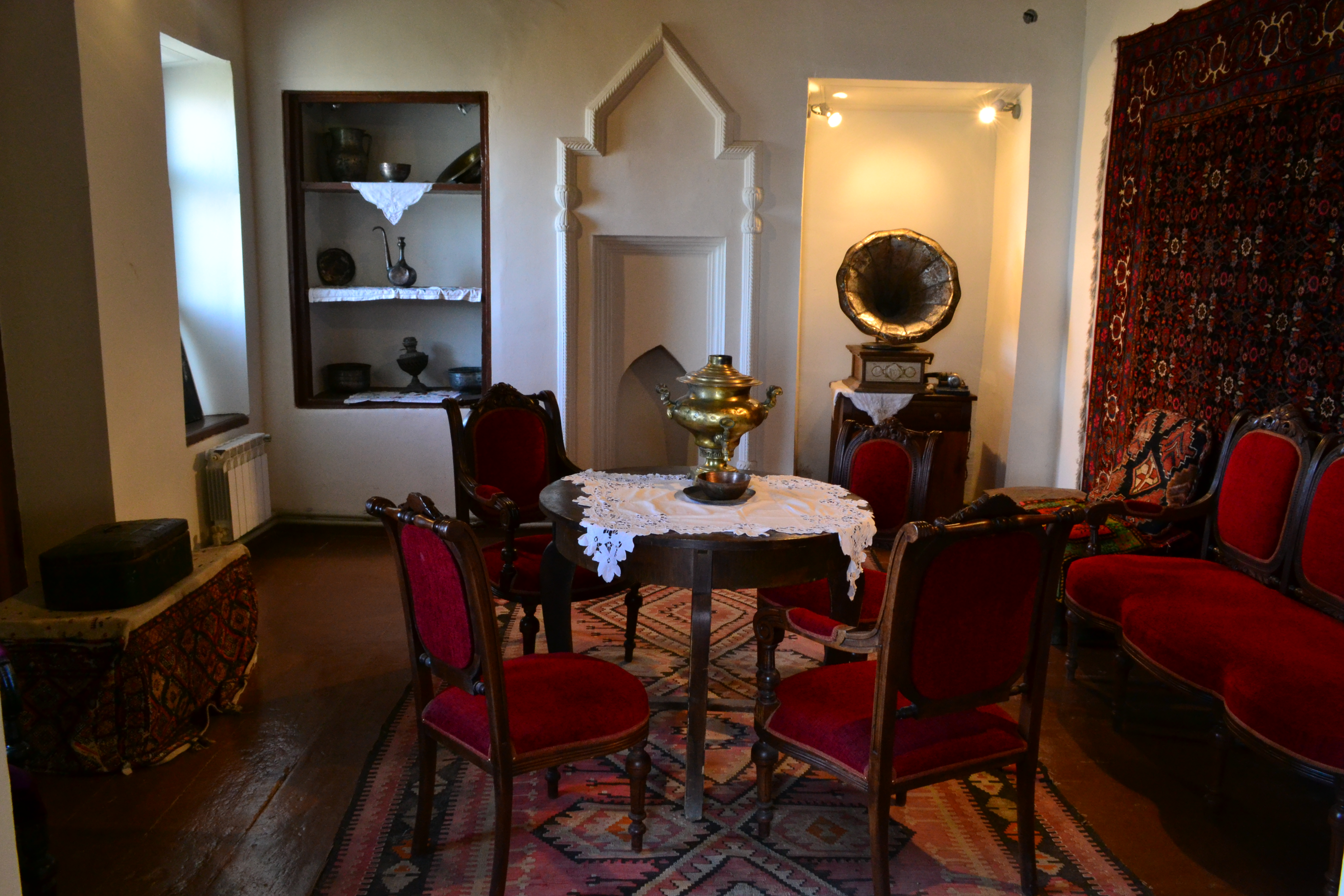
Внутри Шушинского историко-краеведческого музея (2013 г.)

Большинство музеев также прекратило деятельность в 1992 году в связи с утратой Азербайджаном контроля над городом. Коллекция филиала Азербайджанского музея ковра была эвакуирована в Баку. Из дома-музея Гаджибекова удалось вывезти лишь 136 экспонатов из примерно 1700. К 2020 году здание музея лежало в руинах. Здание дома-музея Бюль-Бюля было частично разрушено, судьба экспонатов неизвестна. Историко-краеведческий музей продолжил деятельность в качестве Музея истории города Шуша.

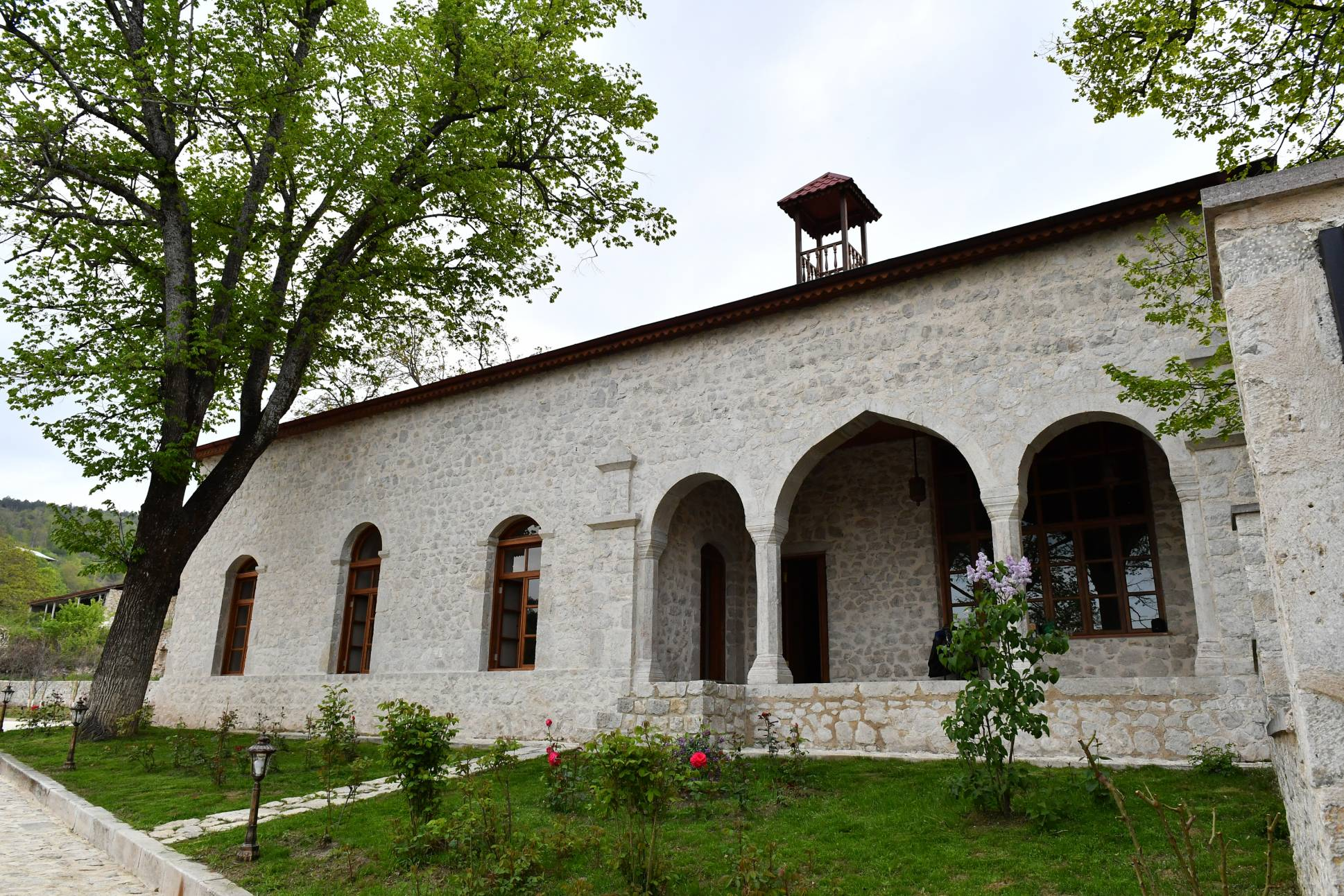
Здание мечети Тезе мехелле. В 2014—2020 гг. здесь размещался Геологический музей.

В 2011 году при поддержке американских меценатов армянского происхождения в Шуше был создан Музей ковра. В 2013 году в городе по инициативе армянских властей открылся Музей изобразительного искусства, для которого ещё до открытия в Москве было собрано более 300 картин разных художников. В 2014 году был открыт Геологический музей имени Г. А. Габриэлянца.
Во время вооружённого конфликта 2020 года, накануне восстановления азербайджанского контроля над городом, армяне вывезли две трети коллекции Музея ковра в Ереван. Коллекции других действовавших на тот момент музеев Шуши были оставлены в городе.
В августе 2021 года, после восьмимесячных восстановительных работ, был вновь открыт дом-музей Бюль-Бюля.

### Фестивали

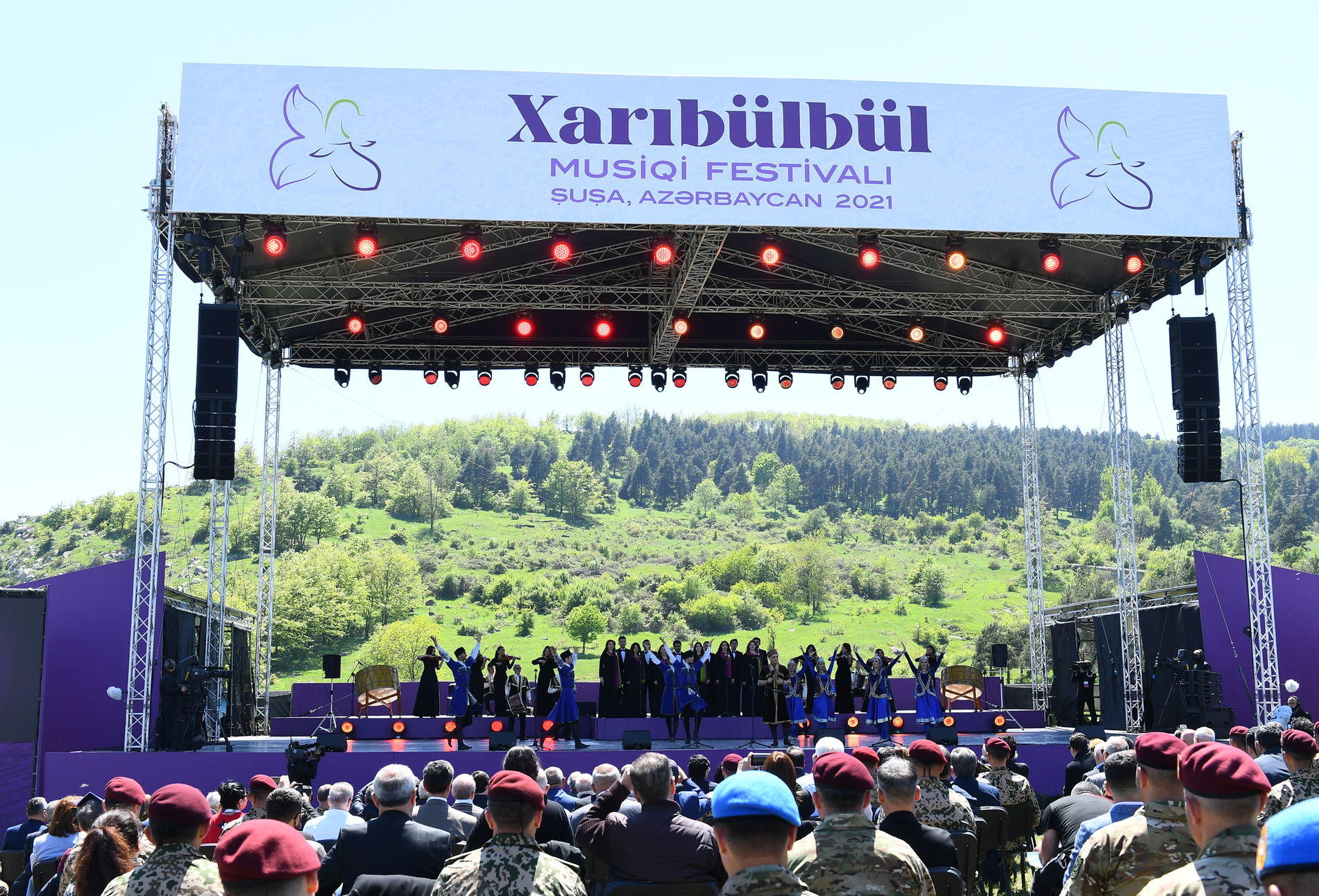
Открытие фестиваля «Хары-бюльбюль» в Шуше. 12 мая 2021 года

Музыкальный фестиваль «Хары-бюльбюль» был впервые проведен в мае 1989 года на Шушинской равнине Джидырдюзю. Фестиваль также проводился в 1990 и 1991 годах. Спустя 30 лет, 12 мая 2021 года в Шуше с участием президента Азербайджана Ильхам Алиева открылся двухдневный международный музыкальный фестиваль «Хары-бюльбюль».
В августе 2021 года в Шуше прошли дни поэзии М. П. Вагифа, приуроченные к открытию реконструированного мавзолея поэта, сильно повреждённого в период нахождения города под армянским контролем. 18—24 сентября в Шуше прошёл XIII Международный Музыкальный фестиваль имени У. Гаджибекова, на котором, наряду с художественными коллективами и солистами Азербайджана, выступили музыканты из США и Польши.

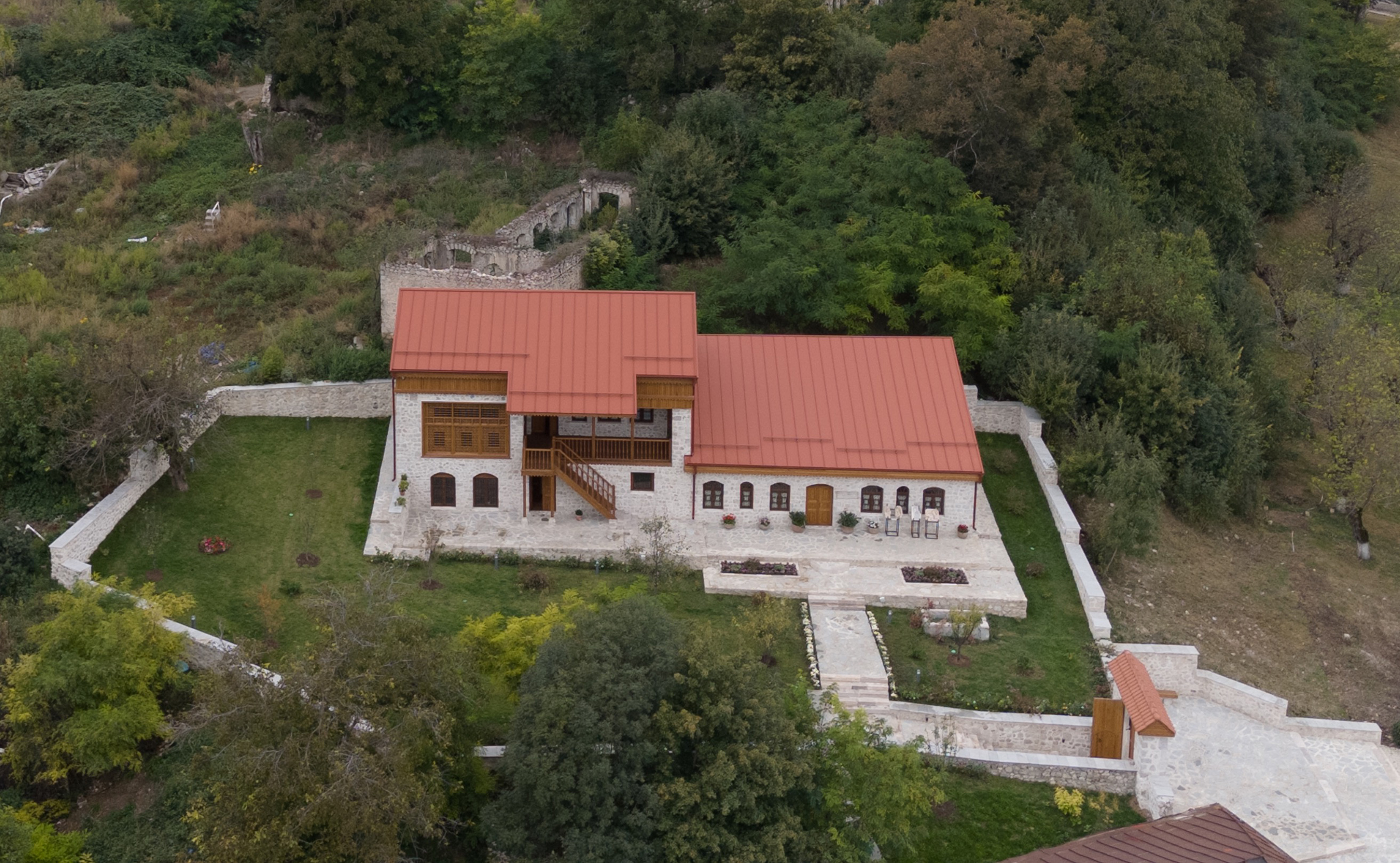
Дом-музей Узеира Гаджибекова Сентябрь 2024

5-8 мая 2022 года Фондом Гейдара Алиева и Азербайджанским государственным агентством по туризму в Шуше был проведен первый Международный кулинарный фестиваль с участием поваров, международных фуд-экспертов и фуд-блогеров из 12 стран. 12-14 мая состоялся пятый по счёту музыкальный фестиваль «Хары-бюльбюль». 13-15 июля во второй раз после возобновления были проведены Дни поэзии Вагифа, организованные Фондом Гейдара Алиева, Министерством культуры и Союзом писателей Азербайджана. 21 сентября 2022 года в Шуше стартовал международный шахматных турнир.

## Шуша в творчестве
Русский художник Василий Верещагин, посетив Шушу в середине мая 1865 года, создал несколько рисунков и множество зарисовок. В Киевской картинной галерее хранится рисунок Верещагина, изображающий мечеть в Шуше и имеющий авторскую датировку: «17 июля 65 года» — поэтому считается, что художник оставался в городе и его окрестностях более двух месяцев, собирая этюдный материал. Отмечается также, что неизгладимое впечатление произвело на Верещагина «празднование» священных десяти дней Мухаррама. Так, считается, что значительной вехой в творчестве Верещагина стал большой рисунок «Религиозная процессия на празднике Мохаррем в Шуше», созданный им на основе натурных зарисовок и этюдов маслом (которые он начал писать только во время поездки) при возвращении в Париж.
Также отмечается, что такие работы, как «Дом для приезжих в Шуше», «Мечеть в Шуше» и др. носят характер не набросков, а вполне законченных этюдов, хорошо построенных, тонко проработанных в главном и во всех деталях. В городе Верещагин, введённый губернатором в частные и общественные дома, имел возможность наблюдать и зарисовывать и такие бытовые сцены, как приём купцом своих гостей, обучение в татарской школе. В результате этих наблюдений Верещагиным было создано несколько рисунков: «В гостевой богатого дома» («Татарское кафе»), «В мусульманской школе» («Татарская школа в Шуше»), «Зала в доме татарина в Шуше».
В честь города существует много произведений искусства, песни и фильмы. Самым известным из который является песня в стиле мугама «Горы Шуши».
После 2020 самой знаменитой песней на русском стала песня «Шуша Возвращается Домой».

Рисунки по этюдам Верещагина
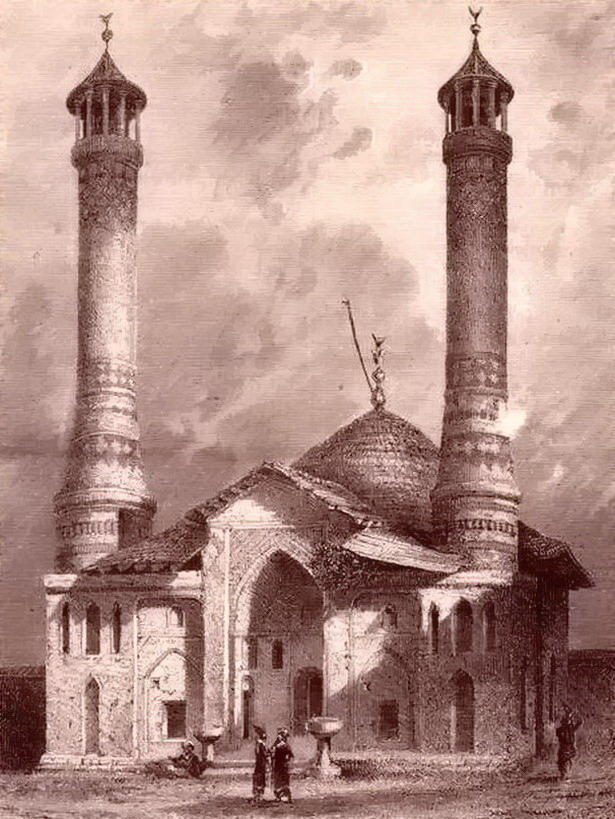
«Мечеть в Шуше».
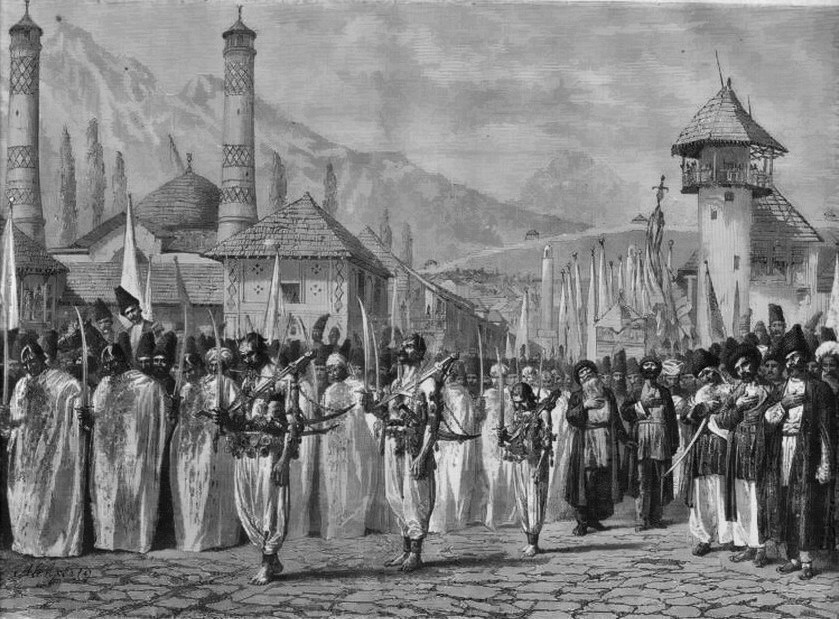
«Религиозная процессия на празднике Мохаррем в Шуше».
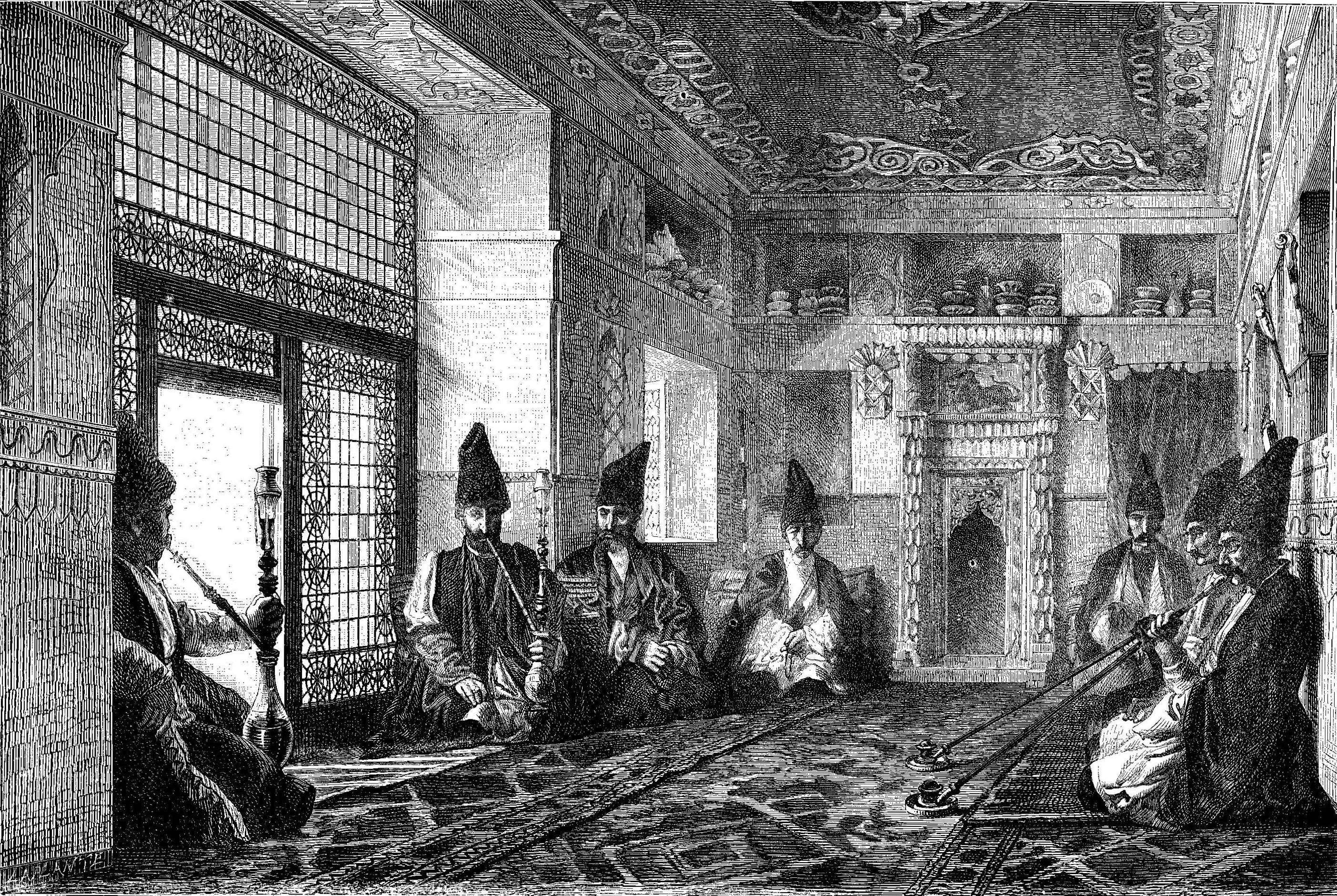
«Зал в доме татарина1 в Шуше».
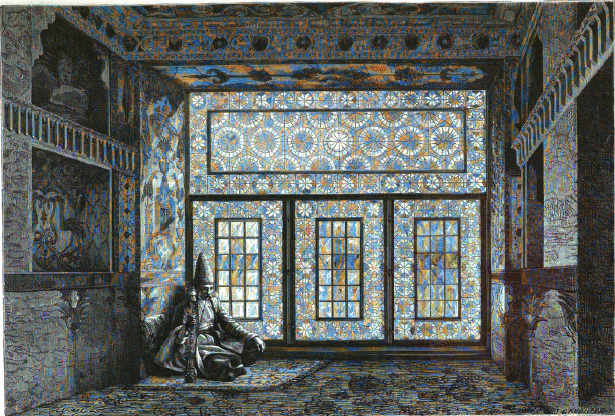
«Зал в доме татарина1 в Шуше».

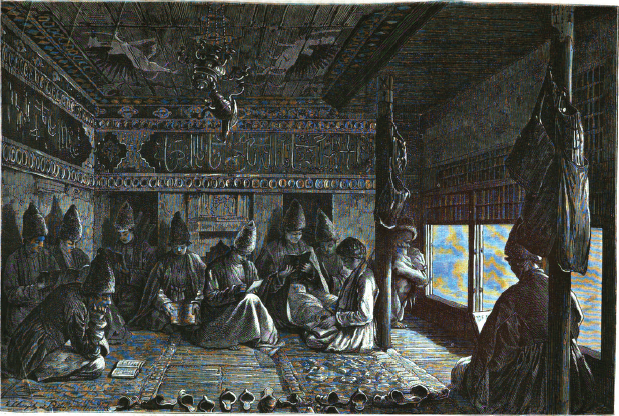
«Татарская1 школа в Шуше».
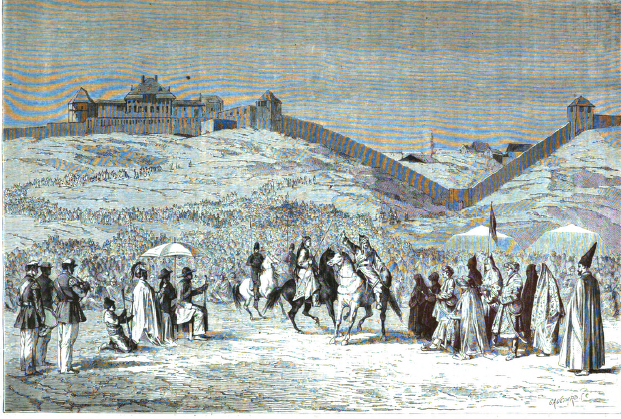
«Конец драматического представления»
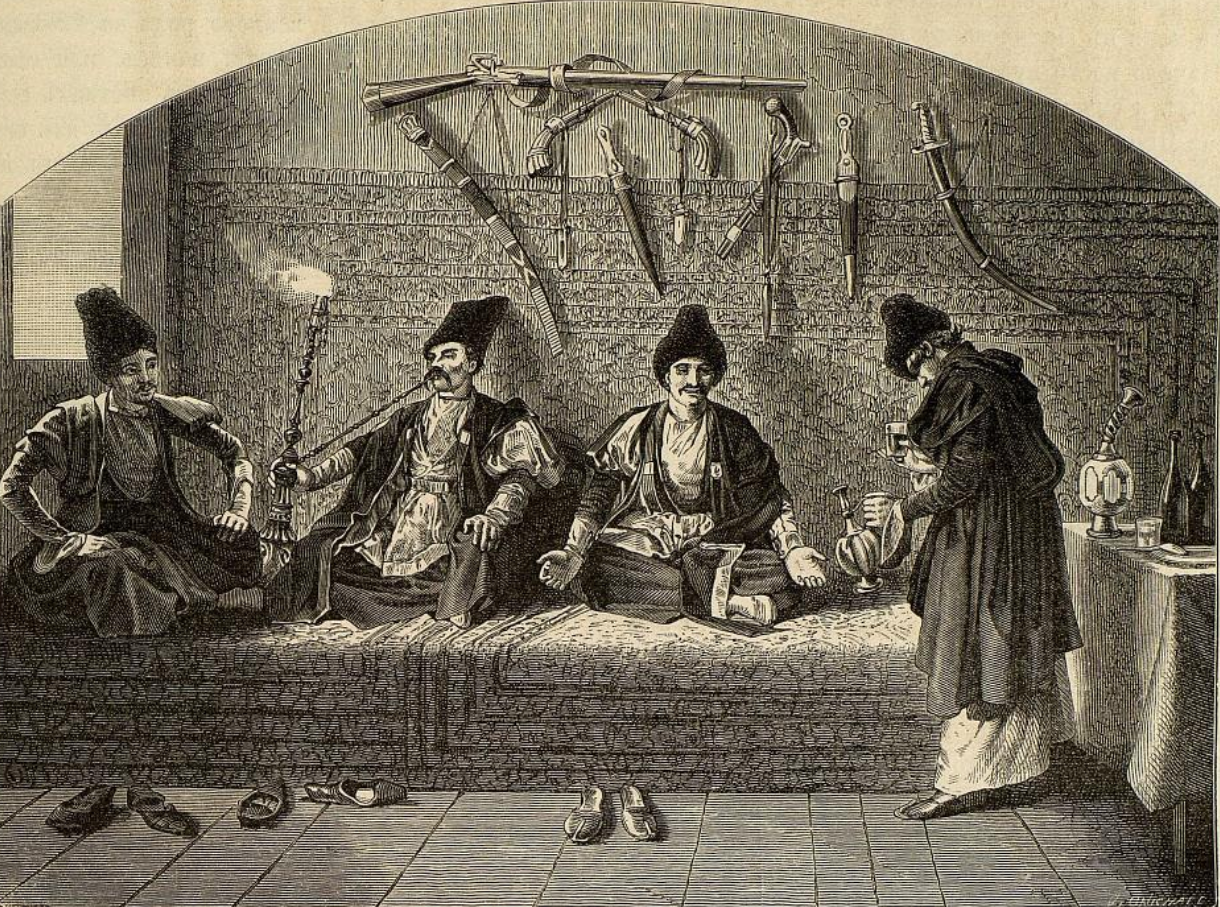
«Татарское1 кафе»
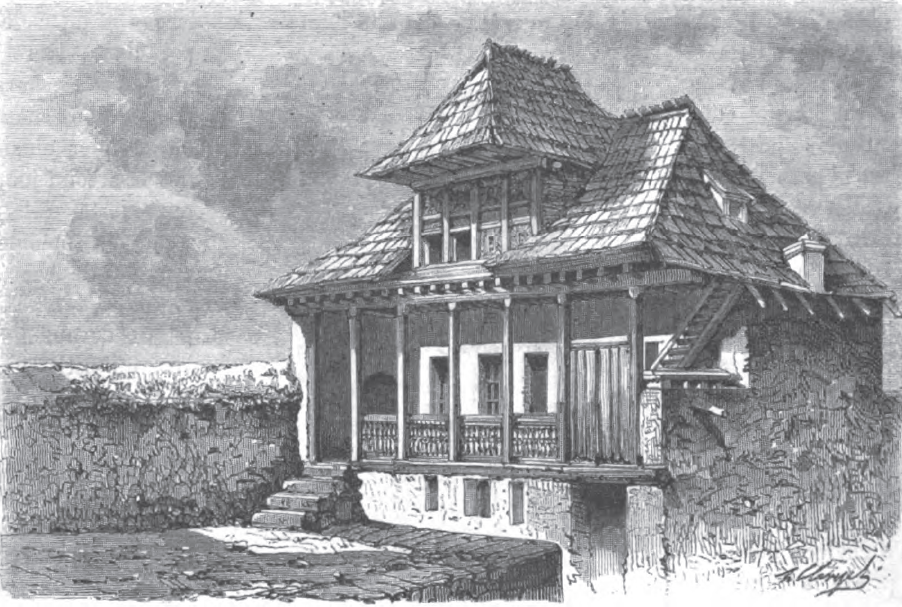
«Дом для приезжих в Шуше»

1.↑ Словами «татарская», «татарин» в Российском Империи именовали различные тюркоязычные народности, в частности на Кавказе следует понимать как «азербайджанская», «азербайджанец»

## Города-побратимы
- Дьёндьёш, Венгрия[174][175][176];
- Кайсери, Турция[177];
- Туркестан, Казахстан[178];
- Эрзурум, Турция[179][180][181];
- Велико-Тырново, Болгария[182];
- Хива, Узбекистан[183];
- Нови-Пазар, Сербия[184][185];
- Исфара, Таджикистан[186];
- Андон, Республика Корея[187][188];
- Веспрем, Венгрия[189].

Первым городом-побратимом Шуши стал венгерский Дьёндьёш. Так, 9 мая 2013 года в мэрии венгерского города Дьёндьёш состоялась торжественная церемония подписания меморандума о побратимстве города с городом Шуша, приуроченное к «21-й годовщине оккупации города армянскими вооружёнными формированиями».
В межвоенный период армянская сторона заключила c французскими городами Бур-ле-Валанс и Вийёрбан договора о дружбе, которые были признаны незаконными и аннулированы в 2019 году по решению французского суда.
23 сентября 2013 года в Шуше состоялась торжественная церемония открытия сквера дружбы между городами Шуша и Лос-Анджелес. Начало сотрудничеству было положено принятием 9 мая 2012 года городским советом Лос-Анджелеса декларации об установлении дружеских отношений между двумя городами. 13 марта 2021 года, через несколько месяцев после возвращения Шуши под контроль Азербайджана, городской совет Лос-Анджелеса поддержал инициативу члена совета Пола Григоряна заморозить действие договора о дружбе до «освобождения Шуши от азербайджанского завоевания и гнёта».